# 2017
| [ Edytuj tabelę ]                                                | |
| Prezydent Polski                                                 | - 2015 Andrzej Duda |
| Premier Polski                                                   | - 2015 Beata Szydło 2017 - 2017 Mateusz Morawiecki 2023                                                                           |
| Prezydent Abchazji                                               | - 2014 Raul Chadżymba 2020 |
| Premier Abchazji                                                 | - 2016 Biesłan Barcyc 2018 |
| Prezydent Afganistanu                                            | - 2014 Aszraf Ghani 2021 |
| Premier Afganistanu                                              | - 2014 Abdullah Abdullah 2020 |
| Prezydent Albanii                                                | - 2012 Bujar Nishani 2017 - 2017 Ilir Meta 2022                                                                                   |
| Premier Albanii                                                  | - 2013 Edi Rama |
| Prezydent Algierii                                               | - 1999 Abd al-Aziz Buteflika 2019                                                                                                 |
| Premier Algierii                                                 | - 2014 Abd al-Malik Sallal 2017 - 2017 Abd al-Madżid Tabbun 2017 - 2017 Ahmad Ujahja 2019                                         |
| Współksiążęta Andory                                             | - 2003 Joan Enric Vives Sicília 2025 - 2012 François Hollande 2017 - 2017 Emmanuel Macron                                         |
| Premier Andory                                                   | - 2011 Antoni Martí 2019 |
| Prezydent Angoli                                                 | - 1979 José Eduardo dos Santos 2017 - 2017 João Lourenço                                                                          |
| Premier Antigui i Barbudy                                        | - 2014 Gaston Browne |
| Król Arabii Saudyjskiej                                          | - 2015 Salman ibn Abd al-Aziz Al Su’ud                                                                                            |
| Prezydent Argentyny                                              | - 2015 Mauricio Macri 2019 |
| Prezydent Armenii                                                | - 2008 Serż Sarkisjan 2018 |
| Premier Armenii                                                  | - 2016 Karen Karapetian 2018 |
| Premier Australii                                                | - 2015 Malcolm Turnbull 2018 |
| Prezydent Austrii                                                | - 2016 Doris Bures, Karlheinz Kopf i Norbert Hofer (p.o) 2017 - 2017 Alexander Van der Bellen                                     |
| Kanclerz Austrii                                                 | - 2016 Christian Kern 2017 - 2017 Sebastian Kurz 2019                                                                             |
| Prezydent Azerbejdżanu                                           | - 2003 İlham Əliyev |
| Premier Azerbejdżanu                                             | - 2003 Artur Rasizadə 2018 |
| Premier Bahamów                                                  | - 2012 Perry Christie 2017 - 2017 Hubert Minnis 2021                                                                              |
| Król Bahrajnu                                                    | - 2002 Hamad ibn Isa Al Chalifa                                                                                                   |
| Premier Bahrajnu                                                 | - 1970 Chalifa ibn Salman Al Chalifa 2020                                                                                         |
| Prezydent Bangladeszu                                            | - 2013 Abdul Hamid 2023 |
| Premier Bangladeszu                                              | - 2009 Sheikh Hasina 2024 |
| Premier Barbadosu                                                | - 2010 Freundel Stuart 2018 |
| Król Belgów                                                      | - 2013 Filip I |
| Premier Belgii                                                   | - 2014 Charles Michel 2019 |
| Premier Belize                                                   | - 2008 Dean Barrow 2020 |
| Prezydent Beninu                                                 | - 2016 Patrice Talon |
| Król Bhutanu                                                     | - 2006 Jigme Khesar Namgyel Wangchuck                                                                                             |
| Premier Bhutanu                                                  | - 2013 Tshering Tobgay 2018 |
| Prezydent Białorusi                                              | - 1994 Alaksandr Łukaszenka |
| Premier Białorusi                                                | - 2014 Andriej Kobiakow 2018 |
| Prezydent Boliwii                                                | - 2006 Evo Morales 2019 |
| Przewodniczący Prezydium Bośni i Hercegowiny                     | - 2016 Mladen Ivanić 2017 - 2017 Dragan Čović 2018                                                                                |
| Premier Bośni i Hercegowiny                                      | - 2015 Denis Zvizdić 2019 |
| Prezydent Botswany                                               | - 2008 Seretse Ian Khama 2018 |
| Prezydent Brazylii                                               | - 2016 Michel Temer 2019 |
| Sułtan Brunei                                                    | - 1967 Hassanal Bolkiah |
| Prezydent Bułgarii                                               | - 2012 Rosen Plewneliew 2017 - 2017 Rumen Radew                                                                                   |
| Premier Bułgarii                                                 | - 2014 Bojko Borisow 2017 - 2017 Ognjan Gerdżikow 2017 - 2017 Bojko Borisow 2021                                                  |
| Prezydent Burkiny Faso                                           | - 2015 Roch Marc Christian Kaboré 2022                                                                                            |
| Premier Burkiny Faso                                             | - 2016 Paul Kaba Thieba 2019 |
| Prezydent Burundi                                                | - 2005 Pierre Nkurunziza 2020 |
| Prezydent Chile                                                  | - 2014 Michelle Bachelet 2018 |
| Przewodniczący ChRL                                              | - 2013 Xi Jinping |
| Premier Chin                                                     | - 2013 Li Keqiang 2023 |
| Prezydent Chorwacji                                              | - 2015 Kolinda Grabar-Kitarović 2020                                                                                              |
| Premier Chorwacji                                                | - 2016 Andrej Plenković |
| Prezydent Cypru                                                  | - 2013 Nikos Anastasiadis 2023 |
| Prezydent Cypru Północnego                                       | - 2015 Mustafa Akıncı 2020 |
| Prezydent Czadu                                                  | - 1990 Idriss Déby 2021 |
| Premier Czadu                                                    | - 2016 Albert Pahimi Padacké 2018                                                                                                 |
| Prezydent Czarnogóry                                             | - 2006 Filip Vujanović 2018 |
| Premier Czarnogóry                                               | - 2016 Duško Marković 2020 |
| Prezydent Czech                                                  | - 2013 Miloš Zeman 2023 |
| Premier Czech                                                    | - 2014 Bohuslav Sobotka 2017 - 2017 Andrej Babiš 2021                                                                             |
| Król Danii                                                       | - 1972 Małgorzata II 2024 |
| Premier Danii                                                    | - 2015 Lars Løkke Rasmussen 2019                                                                                                  |
| Prezydent DR Konga                                               | - 2001 Joseph Kabila 2019 |
| Premier DR Konga                                                 | - 2016 Samy Badibanga 2017 - 2017 Bruno Tshibala 2019                                                                             |
| Dalajlama                                                        | - 1940 Tenzin Gjaco |
| Prezydent Dominikany                                             | - 2012 Danilo Medina 2020 |
| Prezydent Dominiki                                               | - 2013 Charles Savarin 2023 |
| Premier Dominiki                                                 | - 2004 Roosevelt Skerrit |
| Prezydent Dżibuti                                                | - 1999 Ismail Omar Guelleh |
| Premier Dżibuti                                                  | - 2013 Abdoulkader Kamil Mohamed                                                                                                  |
| Prezydent Egiptu                                                 | - 2014 Abd al-Fattah as-Sisi |
| Premier Egiptu                                                   | - 2015 Szarif Isma’il 2018 |
| Prezydent Ekwadoru                                               | - 2007 Rafael Correa 2017 - 2017 Lenín Moreno 2021                                                                                |
| Prezydent Erytrei                                                | - 1993 Isajas Afewerki |
| Prezydent Estonii                                                | - 2016 Kersti Kaljulaid 2021 |
| Premier Estonii                                                  | - 2016 Jüri Ratas 2021 |
| Prezydent Etiopii                                                | - 2013 Mulatu Teshome 2018 |
| Premier Etiopii                                                  | - 2012 Hajlemarjam Desaleń 2018                                                                                                   |
| Przew. Komisji Europejskiej                                      | - 2014 Jean-Claude Juncker (Luksemburg) 2019                                                                                      |
| Przew. Rady Europejskiej                                         | - 2014 Donald Tusk (Polska) 2019                                                                                                  |
| Prezydent Fidżi                                                  | - 2015 George Konrote 2021 |
| Premier Fidżi                                                    | - 2007 Frank Bainimarama 2022 |
| Prezydent Filipin                                                | - 2016 Rodrigo Duterte 2022 |
| Prezydent Finlandii                                              | - 2012 Sauli Niinistö 2024 |
| Premier Finlandii                                                | - 2015 Juha Sipilä 2019 |
| Prezydent Francji                                                | - 2012 François Hollande 2017 - 2017 Emmanuel Macron                                                                              |
| Premier Francji                                                  | - 2016 Bernard Cazeneuve 2017 - 2017 Édouard Philippe 2020                                                                        |
| Prezydent Gabonu                                                 | - 2009 Ali Bongo Ondimba 2023 |
| Premier Gabonu                                                   | - 2016 Emmanuel Issoze-Ngondet 2019                                                                                               |
| Prezydent Gambii                                                 | - 1994 Yahya Jammeh 2017 - 2017 Adama Barrow                                                                                      |
| Prezydent Ghany                                                  | - 2012 John Dramani Mahama 2017 - 2017 Nana Akufo-Addo 2025                                                                       |
| Prezydent Grecji                                                 | - 2015 Prokopis Pawlopulos 2020                                                                                                   |
| Premier Grecji                                                   | - 2015 Aleksis Tsipras 2019 |
| Premier Grenady                                                  | - 2013 Keith Mitchell 2022 |
| Prezydent Gruzji                                                 | - 2013 Giorgi Margwelaszwili 2018                                                                                                 |
| Premier Gruzji                                                   | - 2015 Giorgi Kwirikaszwili 2018                                                                                                  |
| Prezydent Gujany                                                 | - 2015 David Granger 2020 |
| Premier Gujany                                                   | - 2015 Moses Nagamootoo 2020 |
| Prezydent Gwatemali                                              | - 2016 Jimmy Morales 2020 |
| Prezydent Gwinei                                                 | - 2010 Alpha Condé 2021 |
| Premier Gwinei                                                   | - 2015 Mamady Youla 2018 |
| Prezydent Gwinei Bissau                                          | - 2014 José Mário Vaz 2020 |
| Premier Gwinei Bissau                                            | - 2016 Umaro Sissoco Embaló 2018                                                                                                  |
| Prezydent Gwinei Równikowej                                      | - 1979 Teodoro Obiang Nguema Mbasogo                                                                                              |
| Premier Gwinei Równikowej                                        | - 2016 Francisco Pascual Obama Asue 2023                                                                                          |
| Prezydent Haiti                                                  | - 2016 Jocelerme Privert (p.o.) 2017 - 2017 Jovenel Moïse 2021                                                                    |
| Premier Haiti                                                    | - 2016 Enex Jean-Charles 2017 - 2017 Jack Guy Lafontant 2018                                                                      |
| Król Hiszpanii                                                   | - 2014 Filip VI |
| Premier Hiszpanii                                                | - 2011 Mariano Rajoy 2018 |
| Król Holandii                                                    | - 2013 Wilhelm-Aleksander |
| Premier Holandii                                                 | - 2010 Mark Rutte 2024 |
| Prezydent Hondurasu                                              | - 2014 Juan Orlando Hernández 2022                                                                                                |
| Najwyższy przywódca Iranu                                        | - 1989 Ali Chamenei |
| Prezydent Iranu                                                  | - 2013 Hasan Rouhani 2021 |
| Prezydent Iraku                                                  | - 2014 Fu’ad Masum 2018 |
| Premier Iraku                                                    | - 2014 Hajdar al-Abadi 2018 |
| Prezydent Indii                                                  | - 2012 Pranab Mukherjee 2017 - 2017 Ram Nath Kovind 2022                                                                          |
| Premier Indii                                                    | - 2014 Narendra Modi |
| Prezydent Indonezji                                              | - 2014 Joko Widodo 2024 |
| Prezydent Irlandii                                               | - 2011 Michael D. Higgins |
| Premier Irlandii                                                 | - 2011 Enda Kenny 2017 - 2017 Leo Varadkar 2020                                                                                   |
| Prezydent Islandii                                               | - 2016 Guðni Th. Jóhannesson 2024                                                                                                 |
| Premier Islandii                                                 | - 2016 Sigurður Ingi Jóhannsson 2017 - 2017 Bjarni Benediktsson 2017 - 2017 Katrín Jakobsdóttir 2024                              |
| Prezydent Izraela                                                | - 2014 Re’uwen Riwlin 2021 |
| Premier Izraela                                                  | - 2009 Binjamin Netanjahu 2021 |
| Premier Jamajki                                                  | - 2016 Andrew Holness |
| Cesarz Japonii                                                   | - 1989 Akihito 2019 |
| Premier Japonii                                                  | - 2012 Shinzō Abe 2020 |
| Prezydent Jemenu                                                 | - 2012 Abd Rabbuh Mansur Hadi 2022                                                                                                |
| Król Jordanii                                                    | - 1999 Abd Allah II |
| Premier Jordanii                                                 | - 2016 Hani al-Mulki 2018 |
| Król Kambodży                                                    | - 2004 Norodom Sihamoni |
| Premier Kambodży                                                 | - 1993 Hun Sen 2023 |
| Prezydent Kamerunu                                               | - 1982 Paul Biya |
| Premier Kamerunu                                                 | - 2009 Philémon Yang 2019 |
| Premier Kanady                                                   | - 2015 Justin Trudeau 2025 |
| Prezydent Górskiego Karabachu                                    | - 2007 Bako Sahakian 2020 |
| Emir Kataru                                                      | - 2013 Tamim ibn Hamad |
| Premier Kataru                                                   | - 2013 Abd Allah ibn Nasir ibn Chalifa 2020                                                                                       |
| Prezydent Kazachstanu                                            | - 1991 Nursułtan Nazarbajew 2019                                                                                                  |
| Premier Kazachstanu                                              | - 2016 Bakytżan Sagintajew 2019                                                                                                   |
| Prezydent Kenii                                                  | - 2013 Uhuru Kenyatta 2022 |
| Prezydent Kirgistanu                                             | - 2011 Ałmazbek Atambajew 2017 - 2017 Sooronbaj Dżeenbekow 2020                                                                   |
| Premier Kirgistanu                                               | - 2016 Sooronbaj Dżeenbekow 2017 - 2017 Muchammedkałyj Abyłgazijew (p.o.) 2017 - 2017 Sapar Isakow 2018                           |
| Prezydent Kiribati                                               | - 2016 Taneti Maamau |
| Prezydent Kolumbii                                               | - 2010 Juan Manuel Santos 2018 |
| Prezydent Konga                                                  | - 1997 Denis Sassou-Nguesso |
| Premier Konga                                                    | - 2016 Clément Mouamba 2021 |
| Patriarcha Konstantynopola                                       | - 1991 Bartłomiej I |
| Prezydent Korei Południowej                                      | - 2013 Park Geun-hye 2017 - 2017 Hwang Kyo An (p.o.) 2017 - 2017 Mun Jae-in 2022                                                  |
| Premier Korei Południowej                                        | - 2015 Hwang Kyo-ahn 2017 - 2017 Yoo Il-ho (p.o.) 2017 - 2017 Lee Nak-yeon 2020                                                   |
| Prezydent KRLD                                                   | - 1998 Kim Il Sŏng („Wieczny Prezydent”) 2019                                                                                     |
| Najwyższy Przywódca KRLD                                         | - 2011 Kim Dzong Un |
| Premier KRLD                                                     | - 2013 Pak Pong Ju 2019 |
| Prezydent Kosowa                                                 | - 2016 Hashim Thaçi 2020 |
| Premier Kosowa                                                   | - 2014 Isa Mustafa 2017 - 2017 Ramush Haradinaj 2020                                                                              |
| Prezydent Kostaryki                                              | - 2014 Luis Guillermo Solís Rivera 2018                                                                                           |
| Przewodniczący Rady Państwa Kuby                                 | - 2008 Raúl Castro 2018 |
| Emir Kuwejtu                                                     | - 2006 Sabah IV 2020 |
| Premier Kuwejtu                                                  | - 2011 Jaber Al-Mubarak Al-Hamad Al-Sabah 2019                                                                                    |
| Prezydent Laosu                                                  | - 2016 Boungnang Vorachith 2021                                                                                                   |
| Król Lesotho                                                     | - 1996 Letsie III |
| Premier Lesotho                                                  | - 2012 Pakalitha Mosisili 2017 - 2017 Tom Thabane 2020                                                                            |
| Prezydent Libanu                                                 | - 2016 Michel Aoun 2022 |
| Premier Libanu                                                   | - 2016 Sad al-Hariri 2020 |
| Prezydent Liberii                                                | - 2006 Ellen Johnson-Sirleaf 2018                                                                                                 |
| Przywódca Libii                                                  | - 2016 Fajiz as-Sarradż 2021 |
| Premier Libii                                                    | - 2014 Abd Allah as-Sani 2021 - 2016 Fajiz as-Sarradż 2021                                                                        |
| Książę Liechtensteinu                                            | - 1989 Jan Adam II |
| Premier Liechtensteinu                                           | - 2013 Adrian Hasler 2021 |
| Prezydent Litwy                                                  | - 2009 Dalia Grybauskaitė 2019 |
| Premier Litwy                                                    | - 2016 Saulius Skvernelis 2020 |
| Wielki książę Luksemburga                                        | - 2000 Henryk |
| Premier Luksemburga                                              | - 2013 Xavier Bettel 2023 |
| Prezydent Łotwy                                                  | - 2015 Raimonds Vējonis 2019 |
| Premier Łotwy                                                    | - 2016 Māris Kučinskis 2019 |
| Prezydent Macedonii                                              | - 2009 Ǵorge Iwanow 2019 |
| Premier Macedonii                                                | - 2016 Emił Dimitriew 2017 - 2017 Zoran Zaew 2019                                                                                 |
| Prezydent Madagaskaru                                            | - 2014 Hery Rajaonarimampianina 2018                                                                                              |
| Premier Madagaskaru                                              | - 2016 Olivier Mahafaly Solonandrasana 2018                                                                                       |
| Prezydent Malawi                                                 | - 2014 Peter Mutharika 2020 |
| Prezydent Malediwów                                              | - 2013 Abdullah Jamin 2018 |
| Król Malezji                                                     | - 2016 Muhammad V Faris Petra 2019                                                                                                |
| Premier Malezji                                                  | - 2009 Najib Razak 2018 |
| Prezydent Mali                                                   | - 2013 Ibrahim Boubacar Keïta 2020                                                                                                |
| Premier Mali                                                     | - 2015 Modibo Keïta 2017 - 2017 Abdoulaye Idrissa Maïga 2017 - 2017 Soumeylou Boubèye Maïga 2019                                  |
| Prezydent Malty                                                  | - 2014 Marie-Louise Coleiro Preca 2019                                                                                            |
| Premier Malty                                                    | - 2013 Joseph Muscat 2020 |
| Król Maroka                                                      | - 1999 Muhammad VI |
| Premier Maroka                                                   | - 2011 Abdelilah Benkirane 2017 - 2017 Sad ad-Din al-Usmani 2021                                                                  |
| Prezydent Mauretanii                                             | - 2009 Muhammad uld Abd al-Aziz 2019                                                                                              |
| Premier Mauretanii                                               | - 2014 Jahja wuld Haddamin 2018                                                                                                   |
| Prezydent Mauritiusa                                             | - 2015 Ameenah Gurib-Fakim 2018                                                                                                   |
| Premier Mauritiusa                                               | - 2014 Anerood Jugnauth 2017 - 2017 Pravind Jugnauth 2024                                                                         |
| Prezydent Meksyku                                                | - 2012 Enrique Peña Nieto 2018 |
| Prezydent Mikronezji                                             | - 2015 Peter Christian 2019 |
| Prezydent Mjanmy                                                 | - 2016 Htin Kyaw 2018 |
| Premier Mjanmy                                                   | - 2016 Aung San Suu Kyi 2021 |
| Prezydent Mołdawii                                               | - 2016 Igor Dodon 2020 |
| Premier Mołdawii                                                 | - 2016 Pavel Filip 2019 |
| Książę Monako                                                    | - 2005 Albert II |
| Minister stanu Monako                                            | - 2016 Serge Telle 2020 |
| Prezydent Mongolii                                               | - 2009 Cachiagijn Elbegdordż 2017 - 2017 Chaltmaagijn Battulga 2021                                                               |
| Premier Mongolii                                                 | - 2016 Dżargaltulgyn Erdenbat 2017 - 2017 Uchnaagijn Chürelsüch 2021                                                              |
| Prezydent Mozambiku                                              | - 2015 Filipe Nyusi 2025 |
| Premier Mozambiku                                                | - 2015 Carlos Agostinho do Rosário 2022                                                                                           |
| Prezydent Naddniestrza                                           | - 2016 Wadim Krasnosielski |
| Prezydent Namibii                                                | - 2015 Hage Geingob 2024 |
| Premier Namibii                                                  | - 2015 Saara Kuugongelwa 2025 |
| Sekretarz generalny NATO                                         | - 2014 Jens Stoltenberg (Norwegia) 2024                                                                                           |
| Prezydent Nauru                                                  | - 2013 Baron Waqa 2019 |
| Prezydent Nepalu                                                 | - 2015 Bidhya Devi Bhandari 2023                                                                                                  |
| Premier Nepalu                                                   | - 2016 Pushpa Kamal Dahal 2017 - 2017 Sher Bahadur Deuba 2018                                                                     |
| Prezydent Niemiec                                                | - 2012 Joachim Gauck 2017 - 2017 Frank-Walter Steinmeier                                                                          |
| Kanclerz Niemiec                                                 | - 2005 Angela Merkel 2021 |
| Prezydent Nigru                                                  | - 2011 Mahamadou Issoufou 2021 |
| Premier Nigru                                                    | - 2011 Brigi Rafini 2021 |
| Prezydent Nigerii                                                | - 2015 Muhammadu Buhari 2023 |
| Prezydent Nikaragui                                              | - 2007 Daniel Ortega 2025 |
| Król Norwegii                                                    | - 1991 Harald V |
| Premier Norwegii                                                 | - 2013 Erna Solberg 2021 |
| Premier Nowej Zelandii                                           | - 2016 Bill English 2017 - 2017 Jacinda Ardern 2023                                                                               |
| Prezydent Osetii Południowej                                     | - 2012 Leonid Tibiłow 2017 - 2017 Anatolij Bibiłow 2022                                                                           |
| Sułtan Omanu                                                     | - 1970 Kabus ibn Sa’id 2020 |
| Sekretarz generalny ONZ                                          | - 2017 António Guterres (Portugalia)                                                                                              |
| Prezydent Pakistanu                                              | - 2013 Mamnun Husajn 2018 |
| Premier Pakistanu                                                | - 2013 Nawaz Sharif 2017 - 2017 Shahid Abbasi 2018                                                                                |
| Prezydent Palau                                                  | - 2013 Tommy Remengesau 2021 |
| Prezydent Palestyny                                              | - 2013 Mahmud Abbas |
| Premier Palestyny                                                | - 2013 Rami Hamd Allah 2019 |
| Prezydent Panamy                                                 | - 2014 Juan Carlos Varela 2019 |
| Papież                                                           | - 2013 Franciszek 2025 |
| Premier Papui-Nowej Gwinei                                       | - 2011 Peter O’Neill 2019 |
| Prezydent Paragwaju                                              | - 2013 Horacio Cartes 2018 |
| Prezydent Peru                                                   | - 2016 Pedro Pablo Kuczynski 2018                                                                                                 |
| Premier Peru                                                     | - 2016 Fernando Zavala 2017 - 2017 Mercedes Aráoz 2018                                                                            |
| Prezydent Południowej Afryki                                     | - 2009 Jacob Zuma 2018 |
| Prezydent Portugalii                                             | - 2016 Marcelo Rebelo de Sousa |
| Premier Portugalii                                               | - 2015 António Costa 2024 |
| Sekretarz generalny Rady Europy                                  | - 2009 Thorbjørn Jagland (Norwegia) 2019                                                                                          |
| Prezydent Republiki Środkowoafrykańskiej                         | - 2016 Faustin-Archange Touadéra                                                                                                  |
| Premier Republiki Środkowoafrykańskiej                           | - 2016 Simplice Sarandji 2019 |
| Prezydent Republiki Zielonego Przylądka                          | - 2011 Jorge Carlos Fonseca 2021                                                                                                  |
| Premier Republiki Zielonego Przylądka                            | - 2016 Ulisses Correia e Silva |
| Prezydent Rosji                                                  | - 2012 Władimir Putin |
| Premier Rosji                                                    | - 2012 Dmitrij Miedwiediew 2020                                                                                                   |
| Prezydent Rumunii                                                | - 2014 Klaus Iohannis 2025 |
| Premier Rumunii                                                  | - 2015 Dacian Cioloș 2017 - 2017 Sorin Grindeanu 2017 - 2017 Mihai Tudose 2018                                                    |
| Prezydent Rwandy                                                 | - 2000 Paul Kagame |
| Premier Rwandy                                                   | - 2014 Anastase Murekezi 2017 - 2017 Édouard Ngirente                                                                             |
| Premier Saint Kitts i Nevis                                      | - 2015 Timothy Harris 2022 |
| Premier Saint Lucia                                              | - 2016 Allen Chastanet 2021 |
| Premier Saint Vincent i Grenadyn                                 | - 2001 Ralph Gonsalves |
| Prezydent Salwadoru                                              | - 2014 Salvador Sánchez Cerén 2019                                                                                                |
| O le Ao o le Malo Samoa                                          | - 2007 Tupua Tamasese Tupuola Tufuga Efi 2017 - 2017 Tuimalealiʻifano Vaʻaletoa Sualauvi II                                       |
| Premier Samoa                                                    | - 1998 Tuilaʻepa Sailele Malielegaoi 2021                                                                                         |
| Kapitanowie Regenci San Marino                                   | - 2016 Marino Riccardi Fabio Berardi 2017 - 2017 Mimma Zavoli Vanessa D’Ambrosio 2017 - 2017 Matteo Fiorini Enrico Carattoni 2018 |
| Sekretarz Stanu do spraw Politycznych i Zagranicznych San Marino | - 2016 Nicola Renzi 2020 |
| Prezydent Senegalu                                               | - 2012 Macky Sall 2024 |
| Premier Senegalu                                                 | - 2014 Mohamed Dionne 2019 |
| Prezydent Serbii                                                 | - 2012 Tomislav Nikolić 2017 - 2017 Aleksandar Vučić                                                                              |
| Premier Serbii                                                   | - 2014 Aleksandar Vučić 2017 - 2017 Ivica Dačić (p.o.) 2017 - 2017 Ana Brnabić 2024                                               |
| Prezydent Seszeli                                                | - 2016 Danny Faure 2020 |
| Prezydent Sierra Leone                                           | - 2007 Ernest Bai Koroma 2018 |
| Prezydent Singapuru                                              | - 2011 Tony Tan Keng Yam 2017 - 2017 J.Y. Pillay (p.o.) 2017 - 2017 Halimah Yacob 2023                                            |
| Premier Singapuru                                                | - 2004 Lee Hsien Loong 2024 |
| Prezydent Słowacji                                               | - 2014 Andrej Kiska 2019 |
| Premier Słowacji                                                 | - 2012 Robert Fico 2018 |
| Prezydent Słowenii                                               | - 2012 Borut Pahor 2022 |
| Premier Słowenii                                                 | - 2014 Miro Cerar 2018 |
| Prezydent Somalii                                                | - 2012 Hassan Sheikh Mohamud 2017 - 2017 Mohamed Abdullahi Mohamed 2022                                                           |
| Premier Somalii                                                  | - 2014 Omar Abdirashid Ali Sharmarke 2017 - 2017 Hassan Ali Khayre 2020                                                           |
| Prezydent Sri Lanki                                              | - 2015 Maithripala Sirisena 2019                                                                                                  |
| Premier Sri Lanki                                                | - 2015 Ranil Wickremesinghe 2018                                                                                                  |
| Król Suazi                                                       | - 1986 Ntombi (współpanująca) 2018 - 1986 Mswati III 2018                                                                         |
| Premier Suazi                                                    | - 2008 Barnabas Sibusiso Dlamini 2018                                                                                             |
| Prezydent Sudanu                                                 | - 1989 Umar al-Baszir 2019 |
| Premier Sudanu                                                   | - 2017 Bakri Hasan Salih 2018 |
| Prezydent Sudanu Południowego                                    | - 2011 Salva Kiir Mayardit |
| Prezydent Surinamu                                               | - 2010 Dési Bouterse 2020 |
| Prezydent Syrii                                                  | - 2000 Baszszar al-Asad 2024 |
| Premier Syrii                                                    | - 2016 Imad Chamis 2020 |
| Prezydent Szwajcarii                                             | - 2017 Doris Leuthard 2017 |
| Król Szwecji                                                     | - 1973 Karol XVI Gustaw |
| Premier Szwecji                                                  | - 2014 Stefan Löfven 2021 |
| Prezydent Tadżykistanu                                           | - 1994 Emomali Rahmon |
| Premier Tadżykistanu                                             | - 2013 Kohir Rasulzoda |
| Król Tajlandii                                                   | - 2016 Maha Vajiralongkorn |
| Premier Tajlandii                                                | - 2014 Prayuth Chan-ocha 2023 |
| Prezydent Tajwanu                                                | - 2016 Tsai Ing-wen 2024 |
| Prezydent Tanzanii                                               | - 2015 John Magufuli 2021 |
| Premier Tanzanii                                                 | - 2015 Kassim Majaliwa |
| Prezydent Timoru Wschodniego                                     | - 2012 Taur Matan Ruak 2017 - 2017 Francisco Guterres 2022                                                                        |
| Premier Timoru Wschodniego                                       | - 2015 Rui Maria de Araújo 2018                                                                                                   |
| Prezydent Togo                                                   | - 2005 Faure Gnassingbé 2025 |
| Premier Togo                                                     | - 2015 Komi Sélom Klassou 2020 |
| Król Tonga                                                       | - 2012 Tupou VI |
| Premier Tonga                                                    | - 2014 ʻAkilisi Pohiva 2019 |
| Prezydent Trynidadu i Tobago                                     | - 2013 Anthony Carmona 2018 |
| Premier Trynidadu i Tobago                                       | - 2015 Keith Rowley 2025 |
| Prezydent Tunezji                                                | - 2014 Al-Badżi Ka’id as-Sibsi 2019                                                                                               |
| Premier Tunezji                                                  | - 2016 Jusuf asz-Szahid 2020 |
| Prezydent Turcji                                                 | - 2014 Recep Tayyip Erdoğan |
| Premier Turcji                                                   | - 2016 Binali Yıldırım 2018 |
| Prezydent Turkmenistanu                                          | - 2006 Gurbanguly Berdimuhamedow 2022                                                                                             |
| Prezydent Ugandy                                                 | - 1986 Yoweri Museveni |
| Premier Ugandy                                                   | - 2014 Ruhakana Rugunda 2021 |
| Prezydent Ukrainy                                                | - 2014 Petro Poroszenko 2019 |
| Premier Ukrainy                                                  | - 2016 Wołodymyr Hrojsman 2019 |
| Prezydent Urugwaju                                               | - 2015 Tabaré Vázquez 2020 |
| Prezydent USA                                                    | - 2009 Barack Obama 2017 - 2017 Donald Trump 2021                                                                                 |
| Prezydent Uzbekistanu                                            | - 2016 Shavkat Mirziyoyev |
| Premier Uzbekistanu                                              | - 2016 Abdulla Aripov |
| Prezydent Vanuatu                                                | - 2014 Baldwin Lonsdale 2017 - 2017 Esmon Saimon (p.o.) 2017 - 2017 Tallis Obed Moses 2022                                        |
| Premier Vanuatu                                                  | - 2016 Charlot Salwai 2020 |
| Prezydent Wenezueli                                              | - 2013 Nicolás Maduro |
| Prezydent Węgier                                                 | - 2012 János Áder 2022 |
| Premier Węgier                                                   | - 2010 Viktor Orbán |
| Monarcha Wielkiej Brytanii                                       | - 1952 Elżbieta II 2022 |
| Premier Wielkiej Brytanii                                        | - 2016 Theresa May 2019 |
| Prezydent Wietnamu                                               | - 2016 Trần Đại Quang 2018 |
| Premier Wietnamu                                                 | - 2016 Nguyễn Xuân Phúc 2021 |
| Prezydent Włoch                                                  | - 2015 Sergio Mattarella |
| Premier Włoch                                                    | - 2016 Paolo Gentiloni 2018 |
| Prezydent WKS                                                    | - 2010 Alassane Ouattara |
| Premier WKS                                                      | - 2012 Daniel Kablan Duncan 2017 - 2017 Amadou Gon Coulibaly 2020                                                                 |
| Prezydent Wysp Marshalla                                         | - 2016 Hilda Heine 2020 |
| Prezydent Wysp Świętego Tomasza i Książęcej                      | - 2016 Evaristo Carvalho 2021 |
| Prezydent Zambii                                                 | - 2015 Edgar Lungu 2021 |
| Prezydent Zimbabwe                                               | - 1987 Robert Mugabe 2017 - 2017 Emmerson Mnangagwa                                                                               |
| Prezydent ZEA                                                    | - 2004 Chalifa ibn Zajid Al Nahajjan 2022                                                                                         |
| Premier ZEA                                                      | - 2006 Muhammad ibn Raszid al-Maktum                                                                                              |

Rok 2017 / MMXVII
stulecia: XX wiek ~
XXI wiek ~
XXII wiek

dziesięciolecia:
1980–1989 •
1990–1999 •
2000–2009 •
2010–2019
• 2020–2029

lata: 2007 «
2012 «
2013 «
2014 «
2015 «
2016 «
2017
» 2018
» 2019
» 2020
» 2021
» 2022
» 2027

## Rok 2017 ogłoszono
- Rokiem 100-lecia Objawień Matki Bożej w Fatimie (świat)[1]
- Rokiem Reformacji (w 500 rocznicę ogłoszenia 95 tez Marcina Lutra) (województwo śląskie)[2]
- Rokiem Władysława Biegańskiego (w 100. rocznicę śmierci oraz 160. rocznicę urodzin) (Polska)[3]
- Rokiem Adama Chmielowskiego – św. Brata Alberta (Polska)[4][3]
- Rokiem gen. Józefa Hallera (Polska)[3]
- Rokiem Koronacji Matki Bożej Częstochowskiej, Królowej Korony Polskiej (w 300. rocznicę tego wydarzenia) (Polska)[3]
- Rokiem Josepha Conrada Korzeniowskiego (w 160. rocznicę urodzin) (Polska)[4][3]
- Rokiem Tadeusza Kościuszki (w 200. rocznicę śmierci) (Polska)[4][3]
- Rokiem bł. Honorata Koźmińskiego (Polska)[4][3]
- Rokiem Marszałka Józefa Piłsudskiego (w 150. rocznicę urodzin) (Polska)[4][3]
- Rokiem Władysława Raczkiewicza (w 70. rocznicę śmierci) (Polska)[3]
- Rokiem troski o trzeźwość Narodu (Polska)[5]
- Rokiem Rzeki Wisły (Polska)[4][3]

## Wydarzenia w Polsce

### Styczeń
- 1 stycznia:
  - Mielno, Morawica, Opatówek i Rejowiec otrzymały status miasta[6];
  - Opole powiększyło się o 12 sołectw z gmin Komprachcice, Prószków, Dąbrowa oraz Dobrzeń Wielki[7][8].
  - wejście w życie ustawy z dnia 16 listopada 2016 r. o zmianie ustawy o powszechnym obowiązku obrony Rzeczypospolitej Polskiej oraz niektórych innych ustaw ustanawiającej Wojska Obrony Terytorialnej (WOT)[9].
  - wejście w życie ustawy z dnia 16 grudnia 2016 r. o zasadach zarządzania mieniem państwowym i ustawy – przepisów wprowadzających ustawę rozpoczynającą proces likwidacji Ministerstwa Skarbu Państwa[10][11].
  - wejście w życie ustawy z dnia 16 grudnia 2016 r. o zmianie ustawy o zaopatrzeniu emerytalnym funkcjonariuszy Policji, Agencji Bezpieczeństwa Wewnętrznego, Agencji Wywiadu, Służby Kontrwywiadu Wojskowego, Służby Wywiadu Wojskowego, Centralnego Biura Antykorupcyjnego, Straży Granicznej, Biura Ochrony Rządu, Państwowej Straży Pożarnej i Służby Więziennej oraz ich rodzin (tzw. ustawa dezubekizacyjna)[12].
  - wejście w życie ustawy z dnia 15 grudnia 2016 r. o Prokuratorii Generalnej Rzeczypospolitej Polskiej[13], która zastąpiła Prokuratorię Generalną Skarbu Państwa.
- 11 stycznia – przewodniczący Nowoczesnej Ryszard Petru zapowiedział wycofanie się jego partii z blokowania mównicy w Sejmie organizowanego w ramach protestu części opozycji w Sejmie[14].
- 12 stycznia – przewodniczący PO Grzegorz Schetyna poinformował, że jego partia zawiesza protest w Sejmie[15].
- 15 stycznia – XXV finał Wielkiej Orkiestry Świątecznej Pomocy[16].
- 28 stycznia – abp Marek Jędraszewski odbył ingres do katedry wawelskiej zostając 77. biskupem w historii Kościoła krakowskiego zastępując odchodzącego na emeryturę kard. Stanisława Dziwisza[17].
- 31 stycznia – IPN ogłosił, że w opinii biegłych z Instytutu Ekspertyz Sądowych im. prof. Jana Sehna w Krakowie dokumenty przekazane przez Marię Kiszczak są autentyczne. Eksperci sporządzili 235-stronicową opinię. Materiałem porównawczym do ekspertyzy były 142 strony dokumentów podpisanych lub sporządzonych przez Lecha Wałęsę w okresie 1963–2016, ponadto przebadano sporządzone odręcznie dokumenty 10 funkcjonariuszy SB, których dane pojawiły się w przekazanych materiałach. Jednocześnie przekazane dokumenty w opinii biegłych nie zawierały śladów kopiowania i przerabiania, były również pozbawione elementów mogących świadczyć o próbie imitacji pisma innej osoby[18].

### Luty
- 10 lutego – wypadek kolumny polskiego rządu z udziałem premier Beaty Szydło w Oświęcimiu[19].

### Marzec
- 1 marca – powstanie Krajowej Administracji Skarbowej, w której strukturze połączono administrację podatkową, kontrolę skarbową i Służbę Celną[20][21].
- 31 marca – zakończenie procesu likwidacji Ministerstwa Skarbu Państwa[22].

### Kwiecień
- 7 kwietnia – Sejm nie wyraził konstruktywnego wotum nieufności rządowi premier Beaty Szydło i tym samym nie wybrał Grzegorza Schetynę na stanowisko premiera[23].
- 8 kwietnia – katastrofa budowlana w Świebodzicach (woj. dolnośląskie), w której doszło do zawalenia się kamienicy wskutek wybuchu gazu; zginęło 6 osób[24].
- 25 kwietnia – prezydent Andrzej Duda, jako pierwszy w historii Prezydent Rzeczypospolitej Polskiej przemówił w Senacie w Meksyku[25].

### Maj
- 4 maja – wejście w życie ustawy z dnia 23 marca 2017 r. o zmianie ustawy o świadczeniach opieki zdrowotnej finansowanych ze środków publicznych[26] wprowadzającej przepisy ustanawiające tzw. sieć szpitali, stanowiących element wdrażanej reformy systemu ochrony zdrowia[27].
- 5 maja – wejście w życie ustawy z dnia 9 marca 2017 r. o szczególnych zasadach usuwania skutków prawnych decyzji reprywatyzacyjnych dotyczących nieruchomości warszawskich, wydanych z naruszeniem prawa powołującej Komisję do spraw usuwania skutków prawnych decyzji reprywatyzacyjnych dotyczących nieruchomości warszawskich, wydanych z naruszeniem prawa[28].

### Czerwiec
- 11 czerwca – w trakcie obchodów Stado zawiązano Związek Wyznaniowy Rodzimowierców Polskich „Ród”[29].
- 19 czerwca – telewizja wPolsce.pl rozpoczęła nadawanie[30][31].

### Lipiec
- 1 lipca – pożar wieży katedry w Gorzowie Wielkopolskim[32].
- 5–6 lipca – wizyta prezydenta USA Donalda Trumpa w Polsce[33].
- 12–24 lipca – protesty w obronie sądów w Polsce zorganizowane przez przeciwników zmian przygotowanych przez Ministerstwo Sprawiedliwości[34][35].
- 17–19 lipca – wizyta pary książęcej Wiliama i Kate w Polsce[36].
- 20 lipca – polski Sejm uchwalił nową ustawę o Sądzie Najwyższym[37].
- 31 lipca – prezydent Polski Andrzej Duda podjął decyzję o skierowaniu do ponownego rozpatrzenia przez Sejm RP (zawetowaniu) ustawy z dnia 20 lipca 2017 r. o Sądzie Najwyższym[38] i ustawy z dnia 12 lipca 2017 r. o zmianie ustawy o Krajowej Radzie Sądownictwa oraz niektórych innych ustaw[39].

### Sierpień
- 11/12 sierpnia – nocą przeszły tragiczne w skutkach nawałnice i burze przez Polskę. Najbardziej ucierpiały województwa: dolnośląskie, kujawsko-pomorskie, pomorskie oraz wielkopolskie. Bilans wyniósł 6 ofiar śmiertelnych oraz ponad 52 rannych[40].

### Wrzesień
- 1 września:
  - wejście w życie ustawy z dnia 14 grudnia 2016 r. – Prawo oświatowe i ustawy – Przepisy wprowadzające ustawę, które wprowadzają reformę systemu oświaty[41][42].
  - wejście w życie ustawy z dnia 10 lutego 2017 r. o Krajowym Ośrodku Wsparcia Rolnictwa i ustawy – Przepisy wprowadzające ustawę, które tworzą Krajowy Ośrodek Wsparcia Rolnictwa w miejsce Agencji Rynku Rolnego i Agencji Nieruchomości Rolnych i ustanawia Agencję Restrukturyzacji i Modernizacji Rolnictwa jako jedyną agencją płatniczą UE na obszarze Polski[43][44].
- 10 września – na antenie Telewizji Polsat odbyła się premiera serialu W rytmie serca[45].
- 11 września – wejście w życie ustawy z dnia 20 lipca 2017 r. o Krajowym Zasobie Nieruchomości[46]; ustawa częściowo reguluje funkcjonowanie programu Mieszkanie Plus.

### Październik
- 1 października:
  - wejście w życie ustawy z dnia 13 maja 2016 r. o przeciwdziałaniu zagrożeniom przestępczością na tle seksualnym wprowadzającej rejestr sprawców przestępstw na tle seksualnym w Polsce[47].
  - wejście w życie ustawy z dnia 16 listopada 2016 r. o zmianie ustawy o emeryturach i rentach z Funduszu Ubezpieczeń Społecznych oraz niektórych innych ustaw, która przywraca w Polsce wiek emerytalny 60 lat dla kobiet i 65 lat dla mężczyzn[48].
- 4 października – minister sprawiedliwości i prokurator generalny Zbigniew Ziobro poinformował o powołaniu zespołu ds. krakowskiej reprywatyzacji w związku aferą reprywatyzacyjną w Krakowie[49].
- 28 października – wejście w życie ustawy z dnia 15 września 2017 r. o Narodowym Instytucie Wolności – Centrum Rozwoju Społeczeństwa Obywatelskiego[50].

### Listopad
- 25 listopada – na konwencji wyborczej partii politycznej Nowoczesna nową przewodniczącą została wybrana Katarzyna Lubnauer, która wygrała w głosowaniu z dotychczasowym przewodniczącym Ryszardem Petru[51].

### Grudzień
- 7 grudnia – Komitet Polityczny partii politycznej Prawo i Sprawiedliwość przyjął rezygnację Beaty Szydło z funkcji Prezesa Rady Ministrów Rzeczypospolitej Polskiej i wysunął na tę funkcję kandydaturę dotychczasowego wicepremiera, ministra finansów i rozwoju Mateusza Morawieckiego[52].
- 8 grudnia:
  - prezydent RP Andrzej Duda przyjął dymisję rządu Beaty Szydło i desygnował Mateusza Morawieckiego na Prezesa Rady Ministrów[53].
  - Sejm RP uchwalił:
    - ustawę o Służbie Ochrony Państwa[54], która zastąpiła Biuro Ochrony Rządu;
    - nową ustawę o Sądzie Najwyższym[55];
    - ustawę o zmianie ustawy o Krajowej Radzie Sądownictwa[56], która zmienia sposób wyboru 15 sędziów na członków KRS.
- 11 grudnia – prezydent RP powołał Mateusza Morawieckiego na prezesa Rady Ministrów oraz na jego wniosek pozostałych członków rządu[57].
- 20 grudnia:
  - prezydent Polski Andrzej Duda podjął decyzję o podpisaniu nowej ustawy z dnia 8 grudnia 2017 r. o Sądzie Najwyższym i ustawy z dnia 8 grudnia 2017 r. o zmianie ustawy o Krajowej Rady Sądownictwa[58].
  - wiceprzewodniczący Komisji Europejskiej Frans Timmermans poinformował na konferencji prasowej, że Komisja Europejska zdecydowała w środę o uruchomieniu art. 7 ust. 1 traktatu unijnego wobec Polski w sprawie praworządności w Polsce[59].
  - wejście w życie ustawy z dnia 9 listopada 2017 r. o Instytucie Solidarności i Męstwa[60].

## Wydarzenia na świecie

### Styczeń
- 1 stycznia:
  - Malta objęła prezydencję w Radzie Unii Europejskiej.
  - António Guterres oficjalnie rozpoczął funkcję sekretarza generalnego ONZ.
  - Doris Leuthard objęła urząd prezydenta Szwajcarii.
  - dwóch terrorystów dokonało zamachu w Stambule, w wyniku czego zginęło co najmniej 35 osób.
- 11 stycznia – Bjarni Benediktsson, polityk Partii Niepodległości, został nowym premierem Islandii.
- 17 stycznia:
  - Antonio Tajani został wybrany na Przewodniczącego Parlamentu Europejskiego.
  - kończący swoje urzędowanie prezydent Stanów Zjednoczonych Barack Obama ułaskawił Chelsea Manning, skazaną w 2013 (wówczas jako Bradley Manning) na 35 lat więzienia za wyniesienie tajnych dokumentów amerykańskich, opublikowanych później przez WikiLeaks.
- 20 stycznia – Donald J. Trump został 45. prezydentem Stanów Zjednoczonych.
- 26 stycznia – zaprzysiężenie Alexandra Van der Bellena na prezydenta Austrii.
- 27 stycznia:
  - Donald Trump podpisał rozporządzenie wykonawcze 13769, ograniczające możliwość przyjazdu do USA obywatelom siedmiu państw muzułmańskich.
  - w tygodniku „Science” ukazała się praca opisująca metodę uzyskania metalicznego wodoru.
- 30 stycznia – Maroko zostało 55. członkiem Unii Afrykańskiej, 33 lata po wystąpieniu z ówczesnej OJA z powodu uznania przez tę organizację Sahary Zachodniej.

### Luty
- 8 lutego – Mohamed Abdullahi Mohamed został wybrany prezydentem Somalii.
- 12 lutego:
  - Frank-Walter Steinmeier został wybrany przez Zgromadzenie Federalne na nowego prezydenta Niemiec.
  - Gurbanguly Berdimuhamedow został wybrany na trzecią kadencję prezydenta Turkmenistanu.
  - w Londynie odbyła się 70. ceremonia wręczenia nagród Brytyjskiej Akademii Filmowej.
- 27 lutego – podczas ceremonii rozdania Nagród Akademii Filmowej nagrodę za najlepszy film otrzymał Moonlight, najwięcej statuetek (6) otrzymał La La Land; najlepszym aktorem został Casey Affleck, a najlepszą aktorką Emma Stone.

### Marzec
- 1 marca – Hassan Ali Khayre objął urząd premiera Somalii.
- 2 marca – Bakri Hasan Salih objął stanowisko premiera Sudanu, przywrócone pierwszy raz od czasu zamachu stanu w 1989 roku.
- 9 marca – podczas szczytu Unii Europejskiej w Brukseli, Donald Tusk został ponownie wybrany na kolejną 2,5 letnią kadencję na stanowisko przewodniczącego Rady Europejskiej, uzyskując poparcie rządów 27 państw (wszystkich z wyjątkiem rządu polskiego, który przedstawił kandydaturę Jacka Saryusz-Wolskiego)[61].
- 10 marca – decyzją sądu konstytucyjnego Korei Południowej, prezydent Park Geun-hye została pozbawiona urzędu w wyniku impeachmentu.
- 13 marca – Węgierskie Zgromadzenie Narodowe wybrało Jánosa Ádera na drugą kadencję prezydenta kraju.
- 15 marca – odbyły się wybory parlamentarne w Holandii, które wygrała Partia Ludowa na rzecz Wolności i Demokracji urzędującego premiera Marka Rutte[62].
- 17 marca:
  - król Muhammad VI desygnował Sad ad-Dina al-Usmaniego na stanowisko premiera Maroka.
  - premiera filmu On wam nie Dimon (ros. Он вам не Димон) reżyserii Aleksieja Nawalnego.
- 21 marca – w wyborach prezydenckich w Timorze Wschodnim zwyciężył Francisco Guterres.
- 22 marca – zamach na terenie Mostu Westminsterskiego w Londynie, w pobliżu brytyjskiego parlamentu; zginęło 6 osób, a 29 zostało rannych.
- 26 marca – centroprawicowa partia GERB Bojka Borisowa zwyciężyła w przedterminowych wyborach parlamentarnych w Bułgarii.

### Kwiecień
- 2 kwietnia:
  - w drugiej turze wyborów prezydenckich w Ekwadorze zwyciężył Lenín Moreno.
  - w wyborach prezydenckich w Serbii zwyciężył (w I turze) urzędujący premier kraju – Aleksandar Vučić.
- 3 kwietnia:
  - Android (a tym samym Linux) jest najpopularniejszym systemem operacyjnym na świecie[63][64].
  - zamach terrorystyczny na stacji metra w Petersburgu; zginęło 14 osób, a ok. 50 zostało rannych.
- 4 kwietnia:
  - brytyjski fizyk i programista, współtwórca World Wide Web, Tim Berners-Lee został wyróżniony prestiżową nagrodą informatyczną, Nagrodą Turinga.
  - w Chan Szajchun w Syrii doszło do użycia broni chemicznej; zginęło 86 osób w tym około 30 dzieci[65].
- 7 kwietnia – na rozkaz prezydenta USA Donalda Trumpa, siły zbrojne USA dokonały ataku na bazę lotnictwa syryjskiego z użyciem 59 pocisków manewrujących Tomahawk. Była to odpowiedź na atak bronią chemiczną na opanowane przez rebeliantów miasto, o który Waszyngton oskarżył prezydenta Syrii Asada[66].
- 8 kwietnia – zamach terrorystyczny w Sztokholmie, gdzie ciężarówka wjechała w tłum ludzi; zginęły 4 osoby, a wiele osób zostało rannych.
- 13 kwietnia – United States Air Force użyły po raz pierwszy bojowo największej, znajdującej się w jej arsenałach bomby lotniczej z konwencjonalnym ładunkiem bojowym, GBU-43/B MOAB. MOAB został zrzucony z pokładu samolotu Lockheed C-130 Hercules na pozycje tzw. Państwa Islamskiego znajdujące się w Afganistanie, w prowincji Nangarhar. Celem użycia termobarycznej bomby było zniszczenie kompleksu tuneli znajdujących się w rękach bojowników Państwa Islamskiego.
- 23 kwietnia – we Francji odbyła się I tura wyborów; wygrał centrysta Emmanuel Macron zaś druga była eurosceptyczka Marine Le Pen, obaj przechodząc do drugiej tury[67].

### Maj
- 7 maja – w drugiej turze wyborów prezydenckich we Francji wygrał Emmanuel Macron[68].
- 10 maja – Mun Jae-in został zaprzysiężony na prezydenta Republiki Korei.
- 13 maja:
  - Kościół katolicki: 100-lecie Objawień Matki Bożej Fatimskiej; kanonizacja Franciszka i Hiacynty Marto[69]
  - 62. Konkurs Piosenki Eurowizji w Kijowie.
- 14 maja – zaprzysiężenie Emmanuela Macrona na prezydenta Republiki Francuskiej i współksięcia Andory[70].
- 22 maja – zamach terrorystyczny w Manchesterze; zginęły 22 osoby, a rannych zostało ok. 59 osób.
- 26 maja – Zamach w Al-Minja; zginęło 29 osób.
- 29 maja – przejście wielkiej nawałnicy przez Moskwę, trwającej ok. 10 minut; zginęło 16 osób, a rannych zostało blisko 170[71].

### Czerwiec
- 2 czerwca – Wybrzeże Kości Słoniowej, Gwinea Równikowa, Peru, Kuwejt, Holandia i Polska zostały wybrane na członków Rady Bezpieczeństwa ONZ na lata 2018–2019[72].
- 3 czerwca - Zamach w Londynie - na terenie mostu London Bridge, a następnie w pobliżu targu Borough Market zginęło 11 osób, w tym trzech zamachowców.
- 11 czerwca – pierwsza tura wyborów parlamentarnych we Francji.
- 17 czerwca – wybuch i początek pożarów lasów w Portugalii.
- 18 czerwca – druga tura wyborów parlamentarnych we Francji.
- 21 czerwca – król Arabii Saudyjskiej Salman ibn Abd al-Aziz Al Su’ud wydał dekret na mocy którego jego syn książę Muhammad ibn Salman ibn Abd al-Aziz Al Su’ud został ogłoszony następcą tronu i pierwszym wicepremierem, zastępując dotychczasowego następcę tronu księcia Muhammada ibn Najif ibn Abd al-Aziza.
- 25 czerwca – w wyborach parlamentarnych w Albanii zwyciężyła Socjalistyczna Partia Albanii, która zdobyła większość (74 mandaty) w 140-osobowym Zgromadzeniu.
- 29 czerwca:
  - nowym premierem Rumunii został Mihai Tudose; zastąpił Sorina Grindeanu, który utracił poparcie swojego ugrupowania.
  - serbski parlament zatwierdził Anę Brnabić na stanowisku premiera; tym samym została ona pierwszą kobietą w historii Serbii, która stanęła na czele rządu.

### Lipiec
- 1 lipca – Estonia objęła prezydencję w Radzie Unii Europejskiej.
- 9 lipca – premier Iraku Hajdar al-Abadi ogłosił wyzwolenie Mosulu z rąk tzw. Państwa Islamskiego.
- 12 lipca – wyspa lodowa o powierzchni około 6000 km² oddzieliła się od Lodowca Szelfowego Larsena.
- 18 lipca – Ministerstwo Obrony Federacji Rosyjskiej odtajniło dokumenty dotyczące wyzwolenia Polski w czasie II wojny światowej[73].
- 19 lipca – rząd Ukrainy zdecydował o zlikwidowaniu Zakładów Lotniczych Antonow[74].
- 20 lipca – śmierć wokalisty Linkin Park, Chester Bennington.
- 25 lipca – Ram Nath Kovind został nowym prezydentem Indii.

### Sierpień
- 1 sierpnia – Shahid Abbasi został nowym premierem Pakistanu. Abbasi zastąpił na tym stanowisku Nawaza Sharifa, zmuszonego do ustąpienia po pozbawieniu go prawa pełnienia funkcji publicznych przez Sąd Najwyższy w związku z aferą ujawnioną dzięki Panama Papers.
- 4 sierpnia:
  - w wyborach prezydenckich w Rwandzie zwyciężył urzędujący prezydent – Paul Kagame.
  - Teledysk do utworu Despacito artysty Luis Fonsi jako pierwszy w historii YouTube osiągnął 3 miliardy wyświetleń.
- 5 sierpnia – Mauretańczycy zdecydowali w referendum o dodaniu u góry i na dole flagi państwowej dwóch czerwonych pasków, mających symbolizować krew przelaną przez walczących o niepodległość kraju od Francji[75].
- 14 sierpnia – lawina błotna w Sierra Leone.
- 15 sierpnia – Ahmad Ujahja po raz czwarty został premierem Algierii.
- 17–18 sierpnia – w serii zamachów w Katalonii zginęło 15 osób, w tym dwoje dzieci w wieku 3 i 7 lat. Rannych zostało ponad 140 osób, w tym 16 ciężko. Do ataków przyznało się Państwo Islamskie.
- 18 sierpnia – zamach w Turku w Finlandii, w wyniku ataku nożownika zginęły 2 osoby, a 8 zostało rannych[76][77].
- 20 sierpnia – na Oceanie Spokojnym odnaleziono wrak okrętu USS „Indianapolis”, którego zatopienie podczas II wojny światowej było największą katastrofą w historii US Navy.
- 24 sierpnia – napad na polskich turystów na plaży we włoskim Rimini[78].
- 30 sierpnia – huragan 5 kategorii Irma uderzył w Antiguę i Barbudę.

### Wrzesień
- 6 września – huragan Irma uderzył w wyspy Saint-Martin.
- 7 września – w Meksyku doszło do trzęsienia ziemi, w wyniku którego zginęło co najmniej 90 osób a ponad 300 osób został rannych.
- 9 września – nowym premierem Kosowa został Ramush Haradinaj. Uzyskał poparcie 61 posłów w 120-osobowym parlamencie. W programie nowego rządu jest walka z korupcją i poprawa stosunków z Serbią.
- 10 września – huragan Irma uderzył we Florydę w USA. Ewakuowano 6 milionów mieszkańców. Huragan zakończył wędrówkę 13 września. Łączna kwota strat materialnych: 62 miliardy dolarów amerykańskich.
- 14 września – Halimah Yacob, jako pierwsza kobieta w historii, została prezydentem Singapuru.
- 19 września – w Meksyku doszło do trzęsienia ziemi o sile 7,1 stopni w skali Richtera epicentrum znajdowało się na południe miasta Puebla. Zginęło 370 osób a 6000 osób został rannych.
- 24 września – w Niemczech odbyły się wybory parlamentarne[79].
- 25 września – na terenie irackiego regionu autonomicznego Kurdystanu odbyło się referendum niepodległościowe.
- 28 września – rząd Shinzō Abe podjął decyzję o rozwiązaniu niższej izby parlamentu Japonii i przedterminowych wyborach.

### Październik
- 1 października – referendum niepodległościowe w Katalonii.
- 10 października – teledysk do utworu Despacito artysty Luis Fonsi jako pierwszy w historii YouTube osiągnął 4 miliardy wyświetleń.
- 14 października – w wyniku zamachów bombowych w Mogadiszu, zginęło ponad 275 osób.
- 15 października – w wyborach parlamentarnych w Austrii zwyciężyła Austriacka Partia Ludowa z 31,5% głosów pokonując SPÖ i FPÖ.
- 17 października – Wojna domowa w Syrii: Państwo Islamskie wyparte z syryjskiego miasta Ar-Rakka.
- 18 października – rozpoczął się XIX zjazd Komunistycznej Partii Chin.
- 21 października – w wyborach do Izby Poselskiej Republiki Czeskiej zwyciężyła partia ANO 2011.
- 22 października – odbyły się przedterminowe wybory parlamentarne w Japonii.
- 27 października – w Hiszpanii kataloński parlament proklamował niepodległość Republiki Katalonii[80]; w reakcji na to działanie hiszpańskie władze zarządziły odwołanie miejscowego rządu i rozwiązanie parlamentu[81].
- 28 października – w wyborach parlamentarnych w Islandii zwyciężyła Partia Niepodległości (25,2% głosów).
- 31 października – w wyniku zamachu terrorystycznego w Nowym Jorku, zginęło 8 osób, a 11 zostało rannych.

### Listopad
- 3 listopada – po ogłoszeniu niepodległości Katalonii Hiszpański Sąd Najwyższy wydał europejski nakaz aresztowania (ENA) wobec byłego premiera Katalonii Carlesa Puigdemonta i innych członków jego rządu.
- 5 listopada – strzelanina w kościele w Sutherland Springs. Zginęło 26 osób, a 20 zostało rannych.
- 12 listopada – w wyborach prezydenckich w Słowenii zwyciężył, walczący o reelekcję, Borut Pahor.
- 15 listopada – na aukcji w Nowym Jorku obraz Leonarda da Vinci Zbawiciel świata sprzedano za 450 milionów dolarów, co jest największą sumą w historii uzyskaną za dzieło sztuki.
- 20 listopada – Rada Unii Europejskiej zdecydowała, iż po wystąpieniu Wielkiej Brytanii z Unii Europejskiej siedziba Europejskiej Agencji Leków zostanie przeniesiona z Londynu do Amsterdamu, a siedziba Europejskiego Urzędu Nadzoru Bankowego – z Londynu do Paryża.
- 21 listopada – w związku z przeprowadzonym przez wojsko zamachem stanu Robert Mugabe ogłosił rezygnację ze stanowiska prezydenta Zimbabwe.
- 22 listopada – Międzynarodowy Trybunał Karny dla byłej Jugosławii skazał dowódcę bośniackich Serbów, generała Ratka Mladicia na karę dożywotniego pozbawienia wolności, uznając go winnym zbrodni ludobójstwa i zbrodni przeciwko ludzkości. Trybunał uznał, że rozkazy Mladicia były „kluczowe” w dokonaniu ludobójstwa na ośmiu tysiącach muzułmańskich mężczyzn i chłopców w Srebrenicy w 1995 roku.
- 23 listopada – poszukiwany od 15 listopada argentyński okręt podwodny ARA „San Juan” został uznany za zatopiony, a rodziny członków załogi zostały powiadomione o śmierci ich bliskich.
- 24 listopada – ponad 300 osób zginęło w wyniku ataku na ludzi wychodzących z sufickiego meczetu w Bir al-Abd w Egipcie.

### Grudzień
- 6 grudnia – prezydent Donald Trump oficjalnie uznał Jerozolimę za stolicę Izraela i wydał Departamentowi Stanu polecenie rozpoczęcia procedury przenoszenia amerykańskiej ambasady do tego miasta, na mocy uchwalonej w 1995 ustawy o ambasadzie w Jerozolimie[82][83][84].
- 7 grudnia – Syria: Siły Zbrojne Federacji Rosyjskiej ogłosiły zwycięstwo nad Państwem Islamskim[potrzebny przypis]
- 12 grudnia – szwedzkie rodziny rozpoczęły testowanie samochodów autonomicznych firmy Volvo. Projekt z samochodem Volvo XC90 ma potrwać do 2022 roku, a zebrane doświadczenia maksymalnie 100 osób mają zaowocować masowym wprowadzeniem do użytku samochodów autonomicznych tej firmy[85].
- 13 grudnia – w Czechach zaprzysiężono rząd Andreja Babiša.
- 18 grudnia – prezydent Austrii Alexander Van der Bellen zaprzysiągł Pierwszy rząd Sebastiana Kurza.

## Wydarzenia sportowe

### Styczeń
- 30 grudnia–6 stycznia – 65. Turniej Czterech Skoczni w skokach narciarskich. Zwycięstwo odniósł Polak Kamil Stoch przed Piotrem Żyłą i Norwegiem Danielem-André Tande.
- 5–6 stycznia – 48. Mistrzostwa Europy w saneczkarstwie w niemieckim Königssee. W rywalizacji jedynek triumfowali Rosjanin Siemion Pawliczenko (po raz drugi) oraz Niemka Natalie Geisenberger (po raz trzeci). Zmagania dwójek po raz drugi w karierze wygrali Niemcy w składzie Tobias Wendl-Tobias Arlt. Drużynowo po raz dwunasty zatriumfowała reprezentacja Niemiec, tym razem w składzie: Geisenberger, Ralf Palik(inne języki), Wendl i Arlt.
- 1–7 stycznia – 29. edycja tenisowego Pucharu Hopmana, czyli nieoficjalnych mistrzostw świata w grze mieszanej. Po raz drugi w historii tytuł mistrzowski wywalczyła reprezentacja Francji, tym razem dzięki Richardowi Gasquet i Kristinie Mladenovic, którzy pokonali amerykańską parę w składzie Jack Sock–Coco Vandeweghe 2:1.
- 31 grudnia-8 stycznia – 11. Tour de Ski w biegach narciarskich. Najlepsi okazali się Rosjanin Siergiej Ustiugow oraz Norweżka Heidi Weng. Ustiugow wygrał także klasyfikację sprinterską, natomiast wśród kobiet triumfowała Szwedka Stina Nilsson. Zwycięstwo w rywalizacji drużynowej odniosła reprezentacja Norwegii.
- 6–8 stycznia – 114. Mistrzostwa Europy w łyżwiarstwie szybkim w wieloboju i sprincie w holenderskim Heerenveen. Klasyfikację długodystansową wygrali Holendrzy – po raz dziesiąty Sven Kramer, natomiast Ireen Wüst po raz piąty. W sprincie najlepsi okazali się z kolei inny z reprezentantów Holandii, Kai Verbij oraz Czeszka Karolína Erbanová.
- 2–14 stycznia – 38. Rajd Dakar. W rywalizacji samochodów po raz trzynasty w karierze triumfowała francuska załoga w składzie Stéphane Peterhansel-Jean-Paul Cottret(inne języki), reprezentująca barwy Peugeota. W zmaganiach motocyklistów najlepszy okazał się kierowca austriackiej ekipy KTM, Brytyjczyk Sam Sunderland(inne języki). W klasyfikacji quadowców zwyciężył reprezentant Yamahy, Rosjanin Siergiej Kariakin(inne języki). Rywalizację ciężarówek wygrała rosyjska załoga Kamaza w składzie: Edward Nikolajew(inne języki), Jewgienij Jakowlew(inne języki) oraz Władimir Rybakow. W końcowej klasyfikacji pojazdów UTV triumfowali Brazylijczycy – Leandro Torres(inne języki) i Lourival Roldan – reprezentujący amerykańską stajnię Polaris.
- 13–15 stycznia
  - 21. Mistrzostwa Europy w short tracku w Turynie. Klasyfikację medalową wygrali Rosjanie przed gospodarzami (obie reprezentacje zdobyły po cztery złote, jednak zwycięzcy wywalczyli cztery srebra w stosunku do jednego przeciwników) i Holendrami (trzy złota).
  - 51. Mistrzostwa Europy w bobslejach w niemieckim Winterbergu. Rywalizację zdominowali reprezentanci Niemiec. W zmaganiach dwójek mężczyzn po raz drugi w karierze triumfowali Francesco Friedrich oraz Thorsten Margis, natomiast w dwójce kobiet po raz pierwszy Mariama Jamanka i Annika Drazek. W rywalizacji czwórek najlepsi okazali się Johannes Lochner, Sebastian Mrowka(inne języki), Joshua Bluhm oraz Christian Rasp.
- 14–15 stycznia – 23. Mistrzostwa Europy w skeletonie w niemieckim Winterbergu. Po raz dziewiąty z rzędu najlepszy okazał się Łotysz Martins Dukurs, natomiast po raz pierwszy Niemka Jacqueline Lölling.
- 15 stycznia – 20. finał Pucharu Kontynentalnego w hokeju na lodzie. Tytuł mistrzowski zdobyli zawodnicy brytyjskiego klubu Nottingham Panthers. Drugie miejsce przypadło duńskiemu Odense Bulldogs, natomiast trzecie włoskiemu Ritten Sport.
- 15–22 stycznia – 43. edycja snookerowego turnieju Masters. Po raz siódmy w karierze tytuł wywalczył Anglik Ronnie O’Sullivan, który w finale pokonał swojego rodaka Joe Perry’ego 10:7.
- 25–27 stycznia – 45. Mistrzostwa Świata w żeglarstwie lodowym na jeziorze w amerykańskim Kegonsa(inne języki). Po raz jedenasty w karierze tytuł mistrzowski wywalczył Polak Karol Jabłoński. Pokonał reprezentanta gospodarzy Matta Struble’a i rodaka Michała Burczyńskiego.
- 11–29 stycznia – 25. Mistrzostwa Świata w piłce ręcznej mężczyzn we Francji. W finale gospodarze pokonali Norwegów 33:26. Dla Francji był to szósty tytuł w historii, w tym po raz drugi z rzędu. Brąz wywalczyli Słoweńcy, którzy wygrali z Chorwatami 31:30. Najbardziej wartościowym zawodnikiem turnieju został Francuz Nikola Karabatić, z kolei najwięcej bramek zdobył Macedończyk Kirił Łazarow. Obydwaj po raz drugi w karierze byli najlepsi w tych kategoriach. W pozostałych zwyciężyli: Francuzi Vincent Gérard (bramkarz) i Nedim Remili (prawy rozgrywający), Norwedzy Kristian Bjørnsen (prawoskrzydłowy), Sander Sagosen (lewy rozgrywający) i Bjarte Myrhol (obrotowy) oraz Chorwat Domagoj Duvnjak (środkowy rozgrywający).
- 16–29 stycznia – 105. edycja tenisowego turnieju wielkoszlemowego Australian Open. W grze pojedynczej najlepsi okazali się Szwajcar Roger Federer (po raz szósty) oraz Amerykanka Serena Williams (po raz siódmy). W deblu triumfowali Fin Henri Kontinen i Australijczyk John Peers oraz Amerykanka Bethanie Mattek-Sands i Czeszka Lucie Šafářová (po raz drugi). W grze mieszanej wygrała amerykańsko-kolumbijska para w sładzie Abigail Spears-Juan Sebastián Cabal.
- 25–29 stycznia – 109. Mistrzostwa Europy w łyżwiarstwie figurowym w czeskiej Ostrawie. Wśród solistów tytuły obronili Hiszpan Javier Fernández López (po raz czwarty z rzędu) oraz Rosjanka Jewgienija Miedwiediewa (po raz pierwszy). Po raz pierwszy najlepszą parą sportową okazali się Rosjanie w składzie Jewgienija Tarasowa-Władimir Morozow, natomiast po raz trzeci z rzędu rywalizację par tanecznych wygrali Francuzi w składzie Gabriella Papadakis-Guillaume Cizeron.
- 27–29 stycznia – 47. Mistrzostwa Świata w saneczkarstwie w austriackim Igls(inne języki). W rywalizacji jedynek triumfowali reprezentant gospodarzy Wolfgang Kindl (w sprincie i na normalnym dystansie) oraz Amerykanka Erin Hamlin (sprint) i Niemka Tatjana Hüfner (po raz piąty na klasycznym dystansie). Niemcy w składzie Sascha Benecken-Toni Eggert wygrali po raz pierwszy zmagania dwójek. Drużynowo po raz siedemnasty w historii triumfowała reprezentacja Niemiec, tym razem w składzie: Hüfner, Johannes Ludwig, Benecken i Eggert.
- 23–31 stycznia – 24. Mistrzostwa Europy w biathlonie w Dusznikach-Zdroju. Wśród mężczyzn złoto w biegu indywidualnym oraz pościgowym zdobył Rosjanin Aleksandr Łoginow, natomiast w sprincie triumfował Bułgar Władimir Iliew. W zmaganiach kobiet sukces rodaka powtórzyła Irina Starych. Reprezentacja Rosji zwyciężyła również w rywalizacji par mieszanych i drużyn. W pierwszej z nich triumfowali Darja Wirołajnen oraz Jewgienij Garaniczew. W drugiej z kolei, obok Starych i Łoginowa, do zwycięstwa przyczynili się Swietłana Slepcowa i Aleksiej Wołkow. W sztafecie mieszanej brąz wywalczyli Krystyna i Grzegorz Guzikowie.

### Luty
- 2–5 lutego – 21. Mistrzostwa Świata w saneczkarstwie na torach naturalnych w rumuńskim Watra Dorna. W zmaganiach jedynek tytuły mistrzowskie zdobyli Włosi – Alex Gruber(inne języki) i Greta Pinggera(inne języki). W dwójce mężczyzn triumfowali z kolei Austriacy w składzie Rupert Brüggler(inne języki)-Tobias Angerer(inne języki). Wraz z Tiną Unterberger(inne języki) i Thomasem Kammerlanderem(inne języki) sięgnęli po zwycięstwo w rywalizacji drużynowej.
- 7 lutego – 4. finał Ligi Mistrzów w hokeju na lodzie w szwedzkim Göteborgu. W finale triumfowali gospodarze Frölunda HC, którzy pokonali czeską HC Spartę Pragę 4:3. Brązowe medale przypadły w udziale szwajcarskiej Fribourg-Gottéron oraz innej szwedzkiej drużynie, Växjö Lakers. Najbardziej wartościowym zawodnikiem wybrany został Szwed Joel Lundqvist, natomiast królem strzelców Amerykanin Casey Wellman(inne języki).
- 29 stycznia-8 lutego – 28. Zimowa Uniwersjada w kazachskim Ałmaty. Klasyfikację medalową wygrali Rosjanie (dwadzieścia dziewięć złotych) przed gospodarzami i Koreańczykami (zdobyli po jedenaście złotych medali, jednak Kazachowie wygrali różnicą ośmiu sreber w stosunku do pięciu rywali).
- 6–12 lutego – 36. edycja snookerowego turnieju World Grand Prix. W finale Anglik Barry Hawkins pokonał Walijczyka Ryana Daya 10:7.
- 9–12 lutego – 18. Mistrzostwa Świata w łyżwiarstwie szybkim na dystansach w koreańskim Gangneung. Rywalizację zdominowali Holendrzy (osiem złotych medali), którzy w klasyfikacji medalowej wyprzedzili Amerykanów (trzy złota) i Japończyków (jeden).
- 18 lutego – 3. edycja Rugby World Club Series. W finale Wigan Warriors pokonało 22:6 Cronulla-Sutherland Sharks. Brąz wywalczyli zawodnicy Warrington Wolves, którzy wygrali z Brisbane Broncos 27:18. Najwięcej punktów (12) zdobył Australijczyk Joe Burgess(inne języki).
- 6–19 lutego – 44. Mistrzostwa Świata w narciarstwie alpejskim we szwajcarskim Sankt Moritz. Klasyfikację medalową wygrali Austriacy, którzy wraz ze Szwajcarią zdobyli trzy złote medale. Wyprzedzili ich jednak różnicą dwóch sreber. Podium dopełniła Francja z dwoma złotymi.
- 9–19 lutego – 49. Mistrzostwa Świata w biathlonie w austriackim Hochfilzen. Zdecydowanie najwięcej złotych medali zdobyła reprezentacja Niemiec (siedem), która wyprzedziła Francję i Czechy (oba kraje wywalczyły po jednym złotym i dwa srebrne, jednak Francuzi zdobyli o trzy brązy więcej).
- 13–19 lutego – 26. edycja snookerowego turnieju Welsh Open. W angielskim finale Stuart Bingham pokonał Judda Trumpa 9:8.
- 19 lutego – zakończył się 25. sezon Pucharu Świata w saneczkarstwie na torach naturalnych. W rywalizacji jedynek po raz pierwszy triumfowali Austriak Thomas Kammerlander(inne języki) oraz Włoszka Greta Pinggera(inne języki), z kolei w zmaganiach dwójek po raz drugi w karierze wygrali Rosjanie w składzie Pawieł Porszniew(inne języki)-Iwan Łazariew(inne języki). W klasyfikacji drużynowej najlepsza okazała się reprezentacja Włoch.
- 17–26 lutego – 78. Mistrzostwa Świata w bobslejach i skeletonie w niemieckim Königssee. Zmagania zdominowali Niemcy (pięć złotych medali), którzy wyprzedzili Amerykanów i Łotyszy (obie reprezentacje zdobyły po jednym złotym medalu, jednak reprezentacja USA sięgnęła po dwa brązowe krążki).
- 25–26 lutego – 48. Mistrzostwa Świata w łyżwiarstwie szybkim w wieloboju sprinterskim w kanadyjskim Calgary. Pierwsze tytuły mistrzowskie w karierze zdobyli Holender Kai Verbij oraz Nao Kodaira.
- 26 lutego – zakończył się 40. sezon Pucharu Świata w saneczkarstwie. Klasyfikację generalną oraz sprintu wygrali Rosjanin Roman Riepiłow, Niemka Natalie Geisenberger (piąta kryształowa kula z rzędu) oraz dwójka w składzie Toni Eggert-Sascha Benecken. Sztafetę mieszaną po raz trzynasty (w tym po raz jedenasty z rzędu) wygrała reprezentacja Niemiec.

### Marzec
- 22 lutego-5 marca – 41. Mistrzostwa Świata w narciarstwie klasycznym w fińskim Lahti. Klasyfikację medalową wygrała reprezentacja Norwegii, która zdobyła siedem złotych medali. O jeden więcej wyprzedziła Niemców oraz o pięć Rosjan. Dla Polski medale zdobyli skoczkowie narciarscy – drużynowe złoto w składzie: Piotr Żyła, Dawid Kubacki, Maciej Kot i Kamil Stoch oraz indywidualny brąz na dużej skoczni przez Żyłę.
- 3–5 marca – 34. Halowe Mistrzostwa Europy w lekkoatletyce w Belgradzie. Po raz pierwszy w klasyfikacji medalowej triumfowali reprezentanci Polski (dwanaście medali, w tym siedem złotych), którzy wyprzedzili Brytyjczyków (pięć) i Niemców (dwa). Po złoto sięgali Adam Kszczot (bieg na 800 metrów), Marcin Lewandowski (bieg na 1500 metrów), Sylwester Bednarek (skok wzwyż), Piotr Lisek (skok o tyczce), Konrad Bukowiecki (pchnięcie kulą), sztafety kobiet (w składzie: Patrycja Wyciszkiewicz, Małgorzata Hołub, Iga Baumgart oraz Justyna Święty) i mężczyzn (w składzie: Kacper Kozłowski, Łukasz Krawczuk, Przemysław Waściński oraz Rafał Omelko) 4 × 400 metrów. Srebro wywalczył Omelko (w biegu na 400 metrów). Brąz przypadł w udziale Święty (bieg na 400 metrów), Pawłowi Wojciechowskiemu (skok o tyczce), Sofii Ennaoui (bieg na 1500 metrów).
- 4–5 marca – 111. Mistrzostwa Świata w łyżwiarstwie szybkim w wieloboju w norweskim Hamarze. Tytuły mistrzowskie wywalczyli Holendrzy – Sven Kramer (po raz dziewiąty, w tym trzeci z rzędu) oraz Ireen Wüst (po raz szósty).
- 6–12 marca – 47. Mistrzostwa Europy w Strzelaniu z 10 m w słoweńskim Mariborze. Najwięcej medali zdobyli reprezentanci Rosji (czternaście złotych medali) przed Ukraińcami (sześć) i Serbami (cztery). Polak Łukasz Czapla wywalczył złoto w strzelaniu do ruchomej tarczy.
- 7–12 marca – 6. Halowe Mistrzostwa Europy w łucznictwie we francuskim Vittel. Zawody zdominowali Włosi, którzy zdobyli cztery złote medale. Podium dopełnili Rosjanie i Duńczycy, którzy zdobyli po jednym złotym, jednak Sborna wywalczyła jedno srebro więcej. Reprezentacja Polski sięgnęła po złoty medal dzięki drużynie w składzie: Karolina Farasiewicz, Natalia Leśniak i Wioleta Myszor.
- 10–12 marca – 42. Mistrzostwa Świata w short tracku w holenderskim Rotterdamie. Najwięcej złotych medali wywalczyli Koreańczycy (cztery) przed Holendrami i Brytyjczykami (obie reprezentacje zdobyły po trzy, jednak Holendrzy okazali się lepsi różnicą jednego srebra).
- 12 marca
  - zakończył się 32. sezon Pucharu Świata w łyżwiarstwie szybkim. W klasyfikacji generalnej najlepsi okazali się Holender Kjeld Nuis oraz Amerykanka Heather Richardson-Bergsma. Obydwaj triumfowali również na dystansie 1000 i 1500 metrów. Na dystansie 500 metrów triumfowali inny z Holendrów Dai Dai Ntab oraz Japonka Nao Kodaira (po raz drugi). W zmaganiach długodystansowych na 5000m/10000m zwyciężyli kolejny z Holendrów Jorrit Bergsma (po raz trzeci) oraz Czeszka Martina Sáblíková (po raz jedenasty). W klasyfikacji biegu masowego po raz drugi triumfowali Koreańczycy – Lee Seung-hoon i Kim Bo-reum. Wśród kobiet bieg i sprint drużynowy wygrali Japonki (po raz drugi), natomiast u mężczyzn trofea trafiły odpowiednio do rąk Holendrów (po raz piąty) oraz Kanadyjczyków.
  - zakończył się 20. sezon Pucharu Świata w short tracku. W klasyfikacji generalnej zwyciężyli Holender Sjinkie Knegt oraz Koreanka Shim Suk-hee (po raz trzeci) i oni także triumfowali na dystansie 1500 metrów (Koreanka również i tu okazała się po raz trzeci najlepsza). Na zmaganiach na 500 metrów zwyciężyli Chińczyk Wu Dajing oraz Kanadyjka Marianne St-Gelais (po raz drugi). W rywalizacji na 1000 metrów triumfowali Węgier Shaoang Liu oraz Holenderka Suzanne Schulting. Puchar za klasyfikację drużynową podnieśli po raz drugi Holendrzy oraz po raz piąty Koreanki.
  - zakończył się 6. sezon Pucharu Świata kobiet w skokach narciarskich. Po raz czwarty w karierze, w tym drugi raz z rzędu, po kryształową kulę sięgnęła Japonka Sara Takanashi. Jej reprezentacja wygrała również klasyfikację Pucharu Narodów.
- 17 marca – zakończył się 31. sezon Pucharu Świata w skeletonie. W klasyfikacji generalnej triumfowali Łotysz Martins Dukurs (po raz siódmy z rzędu) oraz Niemka Jacqueline Lölling.
- 18 marca – zakończył się 51. sezon Pucharu Świata mężczyzn narciarstwie alpejskim. Po raz szósty z rzędu klasyfikację generalną wygrał Marcel Hirscher. Austriak był najlepszy również po raz czwarty zarówno w zmaganiach slalomu, jak i slalomu giganta. Superkombinację wygrał po raz trzeci w karierze Francuz Alexis Pinturault, z kolei Włoch Peter Fill obronił tytuł najlepszego zjazdowca. Norweg Kjetil Jansrud po raz drugi sięgnął po małą kryształową kulę za klasyfikację supergiganta.
- 7–19 marca – 12. Mistrzostwa Świata w snowboardzie w hiszpańskim Sierra Nevada. Klasyfikację medalową wygrali Austriacy (cztery złota) przed Francuzami i Amerykanami (obie reprezentacje zdobyły po dwa złote, jednak trójkolorowi wygrali różnicą jednego srebrnego medalu).
- 8–19 marca – 15. Mistrzostwa Świata w narciarstwie dowolnym w hiszpańskim Sierra Nevada. Klasyfikację medalową wygrali Amerykanie (cztery złote) przed Japończykami (trzy) i Francuzami (dwa).
- 10–19 marca – 1. edycja norweskiego turnieju Raw Air w skokach narciarskich. Historycznym, pierwszym zwycięzcą został Austriak Stefan Kraft przed Kamilem Stochem i Andreasem Wellingerem.
- 19 marca
  - zakończył się 40. sezon Pucharu Świata w biathlonie. Kryształowe kule za wygranie klasyfikacji generalnej przypadły Francuzowi Martinowi Fourcade (po raz szósty z rzędu) oraz Niemce Laurze Dahlmeier.
  - zakończył się 44. sezon Pucharu Świata w biegach narciarskich. W klasyfikacji generalnej cyklu najlepsi okazali się reprezentanci Norwegii – Martin Johnsrud Sundby (po raz trzeci, w tym drugi z rzędu) oraz Heidi Weng (po raz pierwszy). Obaj reprezentanci wygrali także klasyfikację długodystansową, natomiast w zmaganiach sprinterskich zwyciężyli inni reprezentanci Norwegii – Johannes Høsflot Klæbo oraz Maiken Caspersen Falla (po raz drugi z rzędu). Puchar Narodów po raz dwudziesty dziewiąty trafił w ręce Norwegów.
  - zakończył się 33. sezon Pucharu Świata w bobslejach. Pierwszy raz w karierze triumfowali Niemiec Francesco Friedrich (dwójka mężczyzn), Rosjanin Aleksander Kasjanow (czwórka mężczyzn) oraz Amerykanka Jamie Greubel Poser.
  - zakończył się 51. sezon Pucharu Świata kobiet w narciarstwie alpejskim. Po pierwszą w karierze kryształową kulę sięgnęła Mikaela Shiffrin. Amerykanka po raz czwarty wygrała klasyfikację slalomu. Po raz drugi małą kryształową kulę za wygranie slalomu giganta zdobyła Francuzka Tessa Worley. Słowenka Ilka Štuhec triumfowała w klasyfikacji zjazdu i superkombinacji. Reprezentantka Liechtensteinu Tina Weirather z kolei po raz pierwszy zwyciężyła w rywalizacji supergiganta.
- 6–22 marca – 4. edycja World Baseball Classic w Los Angeles. Po raz pierwszy w historii w zawodach triumfowali gospodarze, którzy w finale pokonali 8:0 Portoryko. Brązowe medale wywalczyli Japończycy i Holendrzy. MVP turnieju został Amerykanin Marcus Stroman.
- 25 marca – zakończył się 38. sezon Pucharu Świata w narciarstwie dowolnym. W klasyfikacji generalnej cyklu najlepsi okazali się Kanadyjczyk Mikaël Kingsbury (po raz szósty z rzędu) oraz Australijka Britteny Cox. Obaj sięgnęli po kryształowe kule za wygranie klasyfikacji jazdy po muldach. W rywalizacji skoków akrobatycznych zwyciężyli reprezentanci Chin – Qi Guangpu (po raz drugi) oraz Xu Mengtao (po raz trzeci). W skicrossie najlepsi okazali się Francuz Jean Frédéric Chapuis (po raz trzeci z rzędu) oraz Kanadyjka Marielle Thompson (po raz trzeci). W klasyfikacji halpipe triumfowali kolejni z reprezentantów trójkolorowych – Kevin Rolland (po raz trzeci) oraz Marie Martinod (po raz drugi). W slopstyle’u z kolei wygrali po raz pierwszy w karierze Amerykanin McRae Williams i Szwajcarka Sarah Höfflin. W rywalizacji Big Air zwyciężyli reprezentanci Szwecji – Henrik Harlaut oraz Emma Dahlström. Puchar Narodów trafił w ręce Kanadyjczyków.
- 18–26 marca – 39. Mistrzostwa Świata Kobiet w Curlingu w Pekinie. W finale reprezentantki Kanady pokonały Rosjanki 8:3. Dla Kanadyjek to szesnasty tytuł w historii. Brąz wywalczyły Szkotki, które wygrały ze Szwedkami 6:4. Nagrody indywidualne trafiły do dwóch Szwedek i Kanadyjek – Sofii Mabergs (liderka) i Sara McManus (druga) oraz Joanne Courtney(inne języki) (trzecia) i Rachel Homan (skip)
- 24–26 marca – 12. Mistrzostwa Świata w Narciarstwie Szybkim w szwedzkim Idre. Tytuły mistrzowskie wywalczyli Francuz Bastien Montes(inne języki) i Włoszka Valentina Greggio(inne języki).
- 26 marca
  - zakończył się 38. sezon Pucharu Świata mężczyzn w skokach narciarskich. Kryształową kulę za wygranie klasyfikacji generalnej w skokach i w lotach zdobył Austriak Stefan Kraft. Reprezentacja Polski sięgnęła po Puchar Narodów. Kamil Stoch zajął drugie miejsce w klasyfikacji skoków oraz trzecie w punktacji lotów.
  - zakończył się 22. sezon Pucharu Świata w snowboardzie. Klasyfikację generalną wygrali Austriak Andreas Prommegger (po raz trzeci) oraz Czeszka Ester Ledecká (po raz drugi z rzędu). W rywalizacji slalomu giganta równoległego najlepsi okazali się Bułgar Radosław Jankow oraz Rosjanka Alona Zawarzina. W slalomie równoległym najwięcej punktów uzyskali z kolei Włoch Aaron March oraz Austriaczka Daniela Ulbing. Kanadyjczyk Mark McMorris i kolejna z reprezentantek Austrii, Anna Gasser, byli najlepsi w konkurencji freestyle, Big Air oraz FIS Super Series. Francuz Pierre Vaultier (po raz piąty) oraz Czeszka Eva Samková (po raz piąty) zwyciężyli z kolei w klasyfikacji snowboard crossu. Najlepszymi zawodnikami w halfpipe okazali się Australijczyk Scotty James (po raz drugi) oraz Amerykanka Chloe Kim. Slopestyle przypadł z kolei w udziale Amerykanom – Redmondowi Gerardowi i Jamie Anderson (po raz drugi z rzędu).
  - 42. Mistrzostwa Świata w Biegach Przełajowych w ugandyjskiej Kampalii. W rywalizacji indywidualnej triumfowali Kenijczycy – Geoffrey Kipsang (po raz drugi z rzędu) oraz Irene Cheptai. Wśród kobiet drużynowo najlepsze okazały się Kenijki (w składzie: Cheptai, Alice Nawowuma(inne języki), Lilian Rengeruk i Hyvin Jepkemoi), natomiast w przypadku mężczyzn Etiopczycy (w składzie: Abadi Hadis, Jemal Yimer, Muktar Edris i Ibrahim Jeilan).

### Kwiecień
- 27 marca–2 kwietnia – 19. edycja snookerowego turnieju China Open. W finale Anglik Mark Selby pokonał Walijczyka Marka Williamsa 10:8. Dla Selby’ego to drugi tytuł w karierze.
- 29 marca–2 kwietnia – 107. Mistrzostwa Świata w łyżwiarstwie figurowym w Helsinkach. Wśród solistów tytuł po raz drugi zdobył Japończyk Yuzuru Hanyū, natomiast po raz pierwszy obroniła go Rosjanka Jewgienija Miedwiediewa. Najlepszą parą sportową została chińska para w składzie Sui Wenjing-Han Cong. Wśród najlepszych par tanecznych z kolei okazali się Kanadyjczycy w składzie Tessa Virtue-Scott Moir.
- 22 marca-5 kwietnia – 25. finał Euro Cupu piłkarzy wodnych(inne języki). W rywalizacji do dwóch zwycięstw wygrała węgierska ekipa Ferencvárosi TC(inne języki), która pokonała rumuńską CSM Digi Oradea(inne języki) 19:13.
- 31 marca-5 kwietnia – 15. finał Eurocupu koszykarzy(inne języki). W hiszpańskim pojedynku do dwóch wygranych triumfowała Baloncesto Málaga, która pokonała 3:1 Valencię BC. Brązowe medale przypadły rosyjskiemu Lokomotiwowi Kubań oraz izraelskiemu Hapoel Jerusalem B.C.(inne języki). MVP całych rozgrywek został Rosjanin Aleksiej Szwied, natomiast finałów Hiszpan Alberto Diaz(inne języki). Szwed zdobył także najwięcej punktów (310), natomiast najwięcej zbiórek odnotował Amerykanin Drew Gordon (134). Serb Stefan Marković najlepiej asystował (128).
- 31 marca-7 kwietnia – 19. Mistrzostwa Świata elity kobiet w hokeju na lodzie w amerykańskim Plymouth. Ósme mistrzostwo w historii, w tym czwarte z rzędu, zdobyły reprezentantki Stanów Zjednoczonych, które w finale pokonały Kanadyjki 3:2 (po raz drugi z rzędu w rzutach karnych). Brązowy medal wywalczyły Finki, które zdeklasowały Niemki wynikiem 8:0. Królową strzelczyń został Amerykanka Brianna Decker(inne języki) z dorobkiem dziesięciu bramek.
- 2–8 kwietnia – 96. Mistrzostwa Europy w podnoszeniu ciężarów w chorwackim Splicie. Najwięcej medali zdobyła reprezentacja Rosji (trzynaście złotych, w tym pięć w dwuboju) przed Rumunią (sześć, w tym dwa w dwuboju). Podium dopełniła Ukraina, która wywalczyła sześć złotych, jednak w klasyfikacji dwuboju została pokonana przez Francję (dwa złote medale do jednego). Reprezentacja Polski wywalczyła łącznie siedem medali – trzy duże i cztery małe. Joanna Łochowska wywalczyła złoto we wszystkich punktacjach (dwubój, rwanie, podrzut). Krzysztof Zwarycz sięgnął po brąz w dwuboju i podrzucie, z kolei Arkadiusz Michalski wyłącznie w dwuboju. Dominik Kozłowski wywalczył brązowy krążek w rwaniu.
- 1–9 kwietnia – Mistrzostwa Świata Mężczyzn w Curlingu 2017 w kanadyjskim Edmonton. Gospodarze sięgnęli po 36. tytuł w historii, pokonując w finale Szwedów 4:2. Brąz wywalczyli Szwajcarzy, którzy wygrali z Amerykanami 7:5. Najlepszymi zawodnikami zostali wszyscy reprezentanci Kanady: Geoff Walker(inne języki) (lider), Brett Gallant (drugi), Mark Nichols(inne języki) (trzeci) i Brad Gushue (skip).
- 6–9 kwietnia – 81. edycja wielkoszlemowego turnieju golfowego Masters Tournament. Po raz pierwszy w karierze tytuł mistrzowski wywalczył Hiszpan Sergio Garcia(inne języki).
- 5–12 kwietnia – 15. finał Eurocupu koszykarek. W pojedynku do dwóch wygranych triumfowała drużyna z północnego Cypru Yakın Doğu Üniversitesi(inne języki), która pokonała turecki Kayseri Basketbol SK(inne języki) 2:1.
- 11–15 kwietnia – 10. finał Pucharu CEV siatkarek. W rywalizacji do dwóch wygranych 2:0 triumfowały zawodniczki Dynama Kazań. Najlepszą zawodniczką została Włoszka Valentina Diouf.
- 12–15 kwietnia
  - 10. finał Pucharu CEV siatkarzy. W pojedynku do dwóch zwycięstw zwyciężyli gracze francuskiego klubu Tours VB, którzy pokonali włoską drużynę Trentino Volley. MVP turnieju został Czech David Konečný.
  - 10. finał Pucharu Challenge siatkarek. W walce do dwóch triumfów lepsza okazała się turecka Bursa Büyükşehir Belediyesi, która wygrała z greckim Olympiakosem Pireus 2:3, 3:0. Tytuł „zawodnika turnieju” przypadł Turczynce Özge Çemberci.
- 12–16 kwietnia – 10. finał Pucharu Challenge siatkarzy. W ostatecznej rozgrywce rosyjski klub Fakieł Nowy Urengoj pokonał francuskie Chaumont Volley-ball 52 2:0. Najbardziej wartościowym graczem został Rosjanin Dmitrij Wołkow.
- 12–16 kwietnia – 113. Mistrzostwa Świata w kolarstwie torowym w Hongkongu. Klasyfikację medalową wygrała reprezentacja Australii, która zdobyła jedenaście medali, w tym trzy złote. Podium dopełnili Francuzi i Rosjanie, którzy również wywalczyli trzy złote, jednak przegrali liczbą srebrnych (trójkolorowi wywalczyli jedno srebro, natomiast Sborna ani jednego). Złoto wywalczył Adrian Tekliński w scratchu, z kolei Wojciech Pszczolarski sięgnął po brąz w wyścigu punktowym.
- 12–16 kwietnia – 26. Final Four Euroligi koszykarek w rosyjskim Jekaterynburgu. W finale rosyjskie Dynamo Kursk pokonało 77:63 tureckie Fenerbahçe SK. Brąz wywalczył inny rosyjski klub, UMMC Jekaterynburg, który wygrał z czeską USK Pragą 68:63. Najwięcej punktów zdobyła Amerykanka Yvonne Turner (244). Jej rodaczka Nneka Ogwumike miała najwięcej zbiórek (174). Hiszpanka Laia Palau odnotowała z kolei najwięcej asyst.
- 19–23 kwietnia – 33. Mistrzostwa Europy w gimnastyce artystycznej w rumuńskiej Klużu-Napoce. Klasyfikację medalową wygrali Rosjanie (trzy złote medale) przed Rumunami i Ukraińcami (po dwa złote, jednak Ci pierwsi wywalczyli jedno srebro więcej).
- 20–23 kwietnia – 28. Mistrzostwa Europy w judo w Warszawie. Klasyfikację medalową wygrali Francuzi, którzy zdobyli osiem złotych medali. Podium dopełnili Rosjanie i Gruzini (po dwa złote, z tym że Sborna wywalczyła cztery srebra przy jednym przeciwników). Srebrny medal wywalczyła drużyna polskich zawodniczek.
- 22–23 kwietnia
  - 17. edycja Final Four Ligi Mistrzyń siatkarek w Treviso. Po raz trzeci w historii triumfował turecki klub VakıfBank SK, który pokonał 3:0 Imoco Volley Comegliano. Najbardziej wartościową zawodniczką została Chinka Zhu Ting. W pozostałych kategoriach statuetki otrzymały: Holenderka Lonneke Slöetjes (atakująca), Serbka Milena Rašić oraz Amerykanka Rachael Adams (środkowe), Włoszka Monica De Gennaro, Turczynka Naz Aydemir Akyol oraz kolejne z reprezentantek USA – Kelsey Robinson oraz Kimberly Hill.
  - 3. edycja IAAF World Relays w bahamskim Nassau. Najwięcej medali zdobyli reprezentanci USA (pięć złotych medali), pokonując Jamajczyków i Niemców (obie reprezentacje wywalczył po jednym złotym, jednak Ci pierwsi zdobyli cztery brązy w stosunku do jednego przeciwników). Reprezentacja Polski zdobyła dwa medali – w sztafecie 4x400 po srebro pobiegły Małgorzata Hołub, Iga Baumgart, Adrianna Janowicz i Justyna Święty, z kolei w rywalizacji 4x800 metrów brąz wywalczyli Artur Kuciapski, Mateusz Borkowski, Adam Kszczot i Marcin Lewandowski.
- 19–26 kwietnia – 2. finał FIBA Europe Cup koszykarzy(inne języki). W ostatecznej rozgrywce zmierzyły się dwa francuskie kluby – Élan Chalon(inne języki) oraz Nanterre 92(inne języki). W dwumeczu lepsi okazali się koszykarze tej drugiej drużyny stosunkiem punktów 140:137. Najwięcej z nich zdobyli Amerykanie John Robertson(inne języki) oraz Spencer Butterfield(inne języki) (39). Kolejni z reprezentantów Stanów Zjednoczonych – Dave Dudzinski(inne języki), Dru Joyce – byli najskuteczniejsi odpowiednio w zbiórkach (17) oraz asystach (17). Serb Đorđe Gagić(inne języki) był najlepszy wśród blokujących (5).
- 22–29 kwietnia – 10. Mistrzostwa Świata podwójnych mikstów w curlingu w kanadyjskim Lethbridge. Po raz szósty po tytuł mistrzowski sięgnęła reprezentacja Szwajcarii, która pokonała Kanadę 6:5 Brąz wywalczyli Chińczycy, którzy wygrali z Czechami 6:2.
- 25–30 kwietnia – 26. Mistrzostwa Europy w badmintonie w Danii. Wśród singlistów triumfowali Anglik Rajiv Ouseph oraz Hiszpana Carolina Marín (po raz trzeci). W grze podwójnej najlepsze okazały się z kolei duńskie pary – Mathias Boe i Carsten Mogensen (po raz drugi) oraz Kamilla Rytter Juhl i Christinna Pedersen (po raz piąty). Zwycięstwo w mikście przypadło angielskiej parze Chrisowi i Gabrielle Adcockom
- 28–30 kwietnia
  - 31. Final Four Ligi Mistrzów w futsalu mężczyzn. W finale hiszpański Inter FS pokonał 7:0 portugalski Sporting CP. W walce o trzecie miejsce zmierzyły się Ugra Jugorsk z Rosji oraz Kairat Ałmaty 3:2 w rzutach karnych (5:5 w regulaminowym czasie gry).
  - 1. edycja koszykarskiej Final Four Ligi Mistrzów(inne języki) w hiszpańskim La Laguna. W finale triumfował turecki klub Bandırma Banvit BK(inne języki), który pokonał hiszpański CB 1939 Canarias(inne języki). Brąz wywalczyła francuska drużyna AS Monaco Basket(inne języki), która wygrała z włoskim Reyer Venezia Mestre(inne języki) 91:77. MVP całego turnieju został Amerykanin Jordan Theodore, natomiast statuetkę dla najbardziej wartościowego zawodnika finału dostał Litwin Marius Grigonis(inne języki). Theodore odnotował także najwięcej asyst, natomiast najlepszy współczynnik trafień miał Vladimir Štimac. Pozostałe wyróżnienia także trafiły do reprezentantów USA – Nicka Minneratha (najwięcej punktów) i Keitha Clantona(inne języki).
- 29–30 kwietnia – 17. edycja Final Four Ligi Mistrzów siatkarzy w Rzymie. W finale po raz piąty najlepsi okazali się zawodnicy rosyjskiego klubu Zenitu Kazań, który tym razem pokonał bez straty seta włoski Sir Safety Perugia. Brązowy medal wywalczyła inna włoska drużyna, Cucine Lube Civitanova, która 3:1 wygrała z niemieckim Berlin Recycling Volleys. Rosjanin Maksim Michajłow został ogłoszony najlepszym zawodnikiem turnieju. Pozostałe nagrody otrzymali: Serbowie Aleksandar Atanasijević (atakujący) i Marko Podraščanin (środkowy), Kubańczyk z polskim obywatelstwem Wilfredo Leon (przyjmujący), Włoch Ivan Zaytsev (przyjmujący i zagrywający), Argentyńczyk Luciano De Cecco (rozgrywający) oraz kolejny z reprezentantów Rosji, Artiom Wolwicz (środkowy).

### Maj
- 15 kwietnia–1 maja – 80. Mistrzostwa Świata w snookerze w Sheffield zakończyły się zwycięstwem Marka Selby’ego, który pokonując 18:15 Johna Higginsa, obronił tytuł mistrza świata i po raz trzeci sięgnął po światowy czempionat.
- 27 kwietnia-7 maja – 19. Mistrzostwa Świata w piłce nożnej plażowej na Bahamach. W finale reprezentacja Brazylii pokonała Tahiti 6:0. To czternaste mistrzostwo w historii Canarinhos. Brąz wywalczyli Irańczycy, którzy wygrali z Włochami 5:3. Najbardziej wartościowym zawodnikiem został Irańczyk Mohammad Ahmadzadzadeh(inne języki), z kolei królem strzelców Włoch Gabriele Gori (17 bramek). Najlepszym bramkarzem wybrano innego z reprezentantów Iranu, Peimana Hosseiniego(inne języki).
- 2–7 maja – 13. Mistrzostwa Europy w zapasach w serbskim Nowym Sadzie. Klasyfikację medalową wygrali Rosjanie (pięć złotych medali) przed Turkami (pięć złotych, jednak trzy srebrne mniej) i Azerami (dwa złota). Polacy wywalczyli dwa medali – po złoto sięgnęła Monika Michalik, z kolei po srebro Magomedmurad Gadżijew.
- 4–7 maja – 52. Mistrzostwa Europy w karate w tureckim Kocaeli. Gospodarze wygrali klasyfikację medalową (cztery złota), pokonując Włochów i Hiszpanów (obie reprezentacje wywalczyły po trzy złote krążki, z tymże Włosi zdobyli dodatkowo trzy srebra przy zerowym dorobku Hiszpanów).
- 6–7 maja – 24. edycja Final Four Ligi Mistrzyń piłkarek ręcznych(inne języki) w Budapeszcie. W finale triumfowały zawodniczki Győri ETO KC, które pokonały macedońskie Wardar Skopje 31:30 (w dogrywce). Brąz wywalczyły szczypiornistki rumuńskiego CSM Bukareszt, które wygrały z czarnogórskim Budućnost Podgorica 26:20. MVP turnieju została Holenderka Cornelia Groot. Jej rodaczka, a zarazem siostra Cornelia Groot otrzymała statuetkę dla najlepszej środkowej rozgrywającej. Pozostałe nagrody zdobyły: Norweżki Kari Aalvik Grimsbø (bramkarka), Nora Mørk (prawa rozgrywająca), Camilla Herrem (lewoskrzydłowa) i Marit Malm Frafjord (obrotowa) oraz Hiszpanka Carmen Martín (prawoskrzydłowa) i Rumunka Cristina Neagu (lewa rozgrywająca).
- 8–13 maja
  - Mistrzostwa Europy w żeglarskiej klasie RS:X we francuskiej Marsylii. Tytuły mistrzowskie wywalczyli Polka Zofia Noceti-Klepacka i Francuz Louis Giard(inne języki).
  - Mistrzostwa Europy w żeglarskiej klasie 470 w Monte Carlo. Najlepsze okazały się Holenderki – Afrodite Zegers(inne języki) i Anneloes van Veen(inne języki). Brąz wywalczyły Polki w składzie Agnieszka Skrzypulec i Jolanta Ogar.
  - Mistrzostwa Europy w żeglarskiej klasie Finn we francuskiej Marsylii. Mistrzostwo wywalczył Francuz Jonathan Lobert.
- 5–21 maja – 84. Mistrzostwa Świata w hokeju na lodzie elity mężczyzn we Francji i Niemczech. Dziesiąty tytuł w historii wywalczyli reprezentanci Szwecji, którzy pokonali Kanadyjczyków w rzutach karnych 2:1. Brąz wywalczyli Rosjanie, którzy wygrali z Finami 5:3. Najbardziej wartościowym zawodnikiem zostały wybrany Szwed William Nylander. Wraz z Kanadyjczykiem Nathanem MacKinnonem i Rosjaninem Artiemijem Panarinem zwyciężył również w kategorii „najlepszy napastnik”. Inny z reprezentantów Sborny, Andriej Wasilewski, zdobył statuetkę dla najlepszego bramkarza, natomiast Kanadyjczyk Colton Parayko oraz Niemiec Dennis Seidenberg dla najlepszych obrońców.
- 19–21 maja
  - 28. Mistrzostwa Europy w gimnastyce artystycznej w Budapeszcie. Zawody zdominowali Rosjanie, którzy triumfowali w każdej konkurencji. Medale przypadły w udziale także Bułgarom, Włochom i Izraelitom.
  - 17. edycja Final Four Euroligi koszykarzy w Stambule. Tytuł mistrzowski wywalczyli zawodnicy tureckiego zespołu Fenerbahçe Ülker, którzy pokonali grecki Olympiakos BC 80:64. Brązowy medal wywalczyli obrońcy tytułu z Rosji, CSKA Moskwa, którzy wygrali z hiszpańskim Realem Madryt 94:70. Najbardziej wartościowymi zawodnikami zostali Hiszpan Sergio Llull (cały turniej) i Amerykanin Ekpe Udoh (finał). Ekpe miał także najwięcej zbiórek (241), z kolei najwięcej punktów zdobył jego rodak Keith Langford (609). Serb Miloš Teodosić zanotował najwięcej asyst (197).
- 25–27 maja – 54. edycja Final Six Ligi Mistrzów piłkarzy wodnych w Budapeszcie. W finale lepsza okazała się węgierska drużyna Szolnok, która pokonała z chorwackim Jug 10:5. Brąz wywalczyli piłkarze wodni Pro Recco, którzy wygrali 15:6 z innym węgierskim klubem, Eger.
- 5–28 maja – 100. edycja kolarskiego wyścigu Giro d’Italia. Zwycięstwo odniósł Holender Tom Dumoulin. W klasyfikacji punktowej najlepszy okazał się Kolumbijczyk Fernando Gaviria, z kolei w rywalizacji górskiej Hiszpan Mikel Landa. Hiszpańska ekipa Movistar Team triumfowała wśród zespołów, natomiast w klasyfikacji punktowej najlepsi okazali się zawodnicy belgijskiej grupy Quick-Step Floors.
- 21–28 maja – 15. edycja Sudirman Cup, czyli Mistrzostw Świata par mieszanych w badmintonie w australijskim Gold Coast. Po raz czwarty po tytuł sięgnęła Korea Południowa, która pokonała Chiny 3:2. Brązowe medale przypadły Tajom i Japończykom.
- 24–28 maja – 11. Mistrzostwa Europy w wioślarstwie w czeskich Račicach. Klasyfikację medalową wygrali Włosi (trzy złota), którzy pokonali Rumunów (trzy złote, jednak brak brązowych w stosunków do czterech rywali) oraz Niemców i gospodarzy (zdzobyli po dwa złota i jednym brązie). Reprezentanci Polski zdobyli pięć medali. Po złoto sięgnęła dwójka wagi lekkiej w składzie Weronika Deresz-Martyna Mikołajczak. Srebro wywalczyły natomiast cztery osady – dwójka podwójna (w składzie Mirosław Ziętarski-Mateusz Biskup), czwórka podwójna (w składzie: Dominik Czaja, Dariusz Radosz, Wiktor Chabel i Adam Wicenciak), ósemka ze sternikiem (w składzie: Zbigniew Schodowski, Mateusz Wilangowski, Ryszard Ablewski, Robert Fuchs, Marcin Brzeziński, Bartosz Modrzyński, Mikołaj Burda, Michał Szpakowski i Daniel Trojanowski) i czwórka bez sternika (w składzie: Monika Ciaciuch, Joanna Dittmann, Anna Wierzbowska i Maria Wierzbowska).
- 28 maja – 101. edycja Indianapolis 500. Po raz pierwszy w karierze triumfował Japończyk Takuma Satō z zespołu Andretti Motorsport.

### Czerwiec
- 3 czerwca – 62. finał piłkarskiej Ligi Mistrzów w walijskim Cardiff. Tytuł obroniła hiszpańska drużyna Real Madryt, która pokonała włoski Juventus Turyn 4:1. To dwunaste mistrzostwo w historii tego klubu. Królem strzelców został Portugalczyk Cristiano Ronaldo (12 bramek).
- 31 maja-4 czerwca – 18. Mistrzostwa Europy w kajakarstwie górskim(inne języki) w słoweńskim Tacenie(inne języki). Klasyfikację medalową wygrali Francuzi, którzy pokonali Brytyjczyków. Reprezentacja Polski zajęła trzecie miejsce w tej klasyfikacji, za sprawą pięciu medali, w tym jednego złota. W rywalizacji K1 triumfował Mateusz Polaczyk, z kolei drugą lokatę w C2 oraz C2 drużynowym wywalczyli Andrzej(inne języki) i Filip Brzezinscy(inne języki) z dwiema pozostałymi dwójkami – Marcinem Pochwałą oraz Piotrem Szczepańskim oraz Michałem Wierciochem i Grzegorzem Majerciakiem(inne języki). Za Polaczykiem zmagania w K1 zakończył Dariusz Popiela, z kolei razem z nim i Maciejem Okręglakiem wywalczyli brązowy medal w K1 drużynowym.
- 3–4 czerwca – 57. edycja Final Four Ligi Mistrzów piłkarzy ręcznych w niemieckiej Kolonii. Mistrzostwo wywalczyli zawodnicy macedońskiego Vardar Skopje, którzy pokonali francuskie PSG 27:26. Brąz wywalczyli piłkarze węgierskiego MVM Veszprém KC, którzy wygrali z hiszpańską FC Barceloną 34:30. MVP turnieju został Węgier Arpad Šterbik, natomiast najwięcej bramek strzelił Niemiec Uwe Gensheimer (115 goli). Gensheimer został także wybrany najlepszym lewoskrzydłowym. Pozostałe wyróżnienia uzyskali: Hiszpanie Gonzalo Pérez de Vargas (bramkarz), Víctor Tomás (prawoskrzydłowy) i Alex Dujshebaev (prawy rozgrywający), Francuzi Nikola Karabatić (środkowy rozgrywający), Ludovic Fabregas (obrotowy), Luka Karabatić (obrońca) i Nedim Remili (młody gracz). Najlepszym trenerem wybrany został Hiszpan Raúl González Gutiérrez(inne języki).
- 29–5 czerwca – 54. Mistrzostwa Świata w tenisie stołowym w niemieckim Düsseldorfie. Zawody zdominowali reprezentanci Chin. W grze pojedynczej po raz drugi w karierze triumfowali zarówno Ma Long, jak również Ding Ning. W deblu Ning wygrał w parze z Liu Shiwen (po raz drugi), natomiast wśród mężczyzn najlepsi okazali się Fan Zhendong i Xu Xin (pierwszy z nich po raz trzeci). Najlepszą parą mieszaną zostali reprezentanci Japonii w składzie Maharu Yoshimura-Kasumi Ishikawa.
- 28 maja–11 czerwca – 116. edycja wielkoszlemowego turnieju tenisowego French Open. W grze pojedynczej triumfowali Hiszpan Rafael Nadal (po raz dziesiąty) oraz Łotyszka Jeļena Ostapenko. W deblu najlepsi okazali się Amerykanin Ryan Harrison i Michael Venus oraz reprezentanta USA Bethanie Mattek-Sands i Czeszka Lucie Šafářová. Finał gry mieszanej wygrali Kanadyjka Gabriela Dabrowski i Hindus Rohan Bopanna.
- 12–17 czerwca – 30. Mistrzostwa Europy w szermierce w gruzińskim Tbilisi. Najwięcej złotych medali zdobyli Włosi (cztery), którzy wyprzedzili Rosjan i Francuzów (obie reprezentacje wywalczyły po trzy złote, Sborna sięgnęła po sześć srebrnych przy zerowym stanie Trójkolorowych).
- 15–18 czerwca – 117. edycja wielkoszlemowego turnieju golfowego US Open. W zawodach zwyciężył reprezentant gospodarzy Brooks Koepka(inne języki).
- 16–18 czerwca – 33. Mistrzostwa Europy w Triathlonie(inne języki) w austriackim Kitzbühel. W zmaganiach indywidualnych triumfowali Portugalczyk João Pereira i Brytyjka Jessica Learmonth. W rywalizacji mieszanej najlepsze okazały się z kolei reprezentacje Danii (w składzie: Anne Holm, Andreas Schilling, Sif Bendix Madsen i Emil Deleuran Hansen) i Węgier (w składzie: Lili Mátyus, Gergő Soós, Dorka Putnóczki i Csongor Lehmann(inne języki)).
- 17–18 czerwca – 85. edycja 24-godzinnego wyścigu samochodowego Le Mans na torze Circuit de la Sarthe. Po raz trzeci z rzędu, w najwyższej klasie LMP1, triumfowała niemiecka stajnia Porsche Team, tym razem w składzie: Niemiec Timo Bernhard oraz Nowozelandczycy Brendon Hartley i Earl Bamber. W kategorii LMP2 najlepsza okazała się chińska ekipa Jackie Chan DC Racing – jeżdżący z holenderską licencją Ho-Pin Tung, Francuz Thomas Laurent(inne języki) i Brytyjczyk Oliver Jarvis. W klasie LMGTE zwyciężyli kierowcy zespołu Aston Martin Racing – Brytyjczycy Darren Turner i Jonathan Adam oraz Brazylijczyk Daniel Serra. Kategorię LMGTE Am wygrali zawodnicy brytyjskiego teamu JMW Motorsport – reprezentujący ten kraj Rob Smith i Will Stevens oraz Belg Dries Vanthoor(inne języki).
- 17–21 czerwca – 4. Mistrzostwa Świata w Koszykówce 3x3(inne języki) we francuskim Nantes. Wśród mężczyzn tytuł obronili Serbowie po pokonaniu Holendrów 21:18, z kolei u kobiet pierwsze mistrzostwo wywalczyły Rosjanki, które wygrały z Węgierkami 19:12. Brązowe medale zdobyli Francuzi i Ukrainki – pierwsza reprezentacja pokonała 18:17 Słowenię, z kolei druga 15:13 Holandię. Najbardziej wartościowymi zawodnikami zostali Serb Dejan Majstorović(inne języki) i Rosjanka Anna Leszkowcewa(inne języki).
- 16–24 czerwca – 42. Mistrzostwa Europy w boksie amatorskim mężczyzn w ukraińskim Charkowie. W klasyfikacji medalowej triumfowali gospodarze (trzy złote medale) przed Rosjanami (dwa) i Anglikami. Mateusz Polski wywalczył brązowy medal w kategorii do 64 kg (lekkośrednia).
- 16–25 czerwca – 36. Mistrzostwa Europy w koszykówce kobiet w czeskiej Pradze. W finale Hiszpanki pokonały Francuzki 71:55. To było trzecie mistrzostwo w historii tej reprezentacji. Brąz po wygranej 78:45 z Greczynkami przypadł Belgijkom. Najwięcej punktów i asyst wywalczyła Ukrainka Alina Jagupowa. Marija Wadiejewa miała najwięcej odbić, Belgijska Emma Meesseman bloków, z kolei Francuzka Olivia Époupa zbiórek.
- 22–30 czerwca – 23. Mistrzostwa Świata w Taekwondo w koreańskim Muju. Najwięcej złotych medali wywalczyli gospodarze (pięć), pokonując Turków i Serbów (obie reprezentacje zdobyły po dwa złote, z tymże pierwsza z nich dodatkowo sięgnęła po jedno srebro).
- 24–30 czerwca – 3. Mistrzostwa Świata w futbolu amerykańskim kobiet w Kanadzie. Po raz trzeci tytuł wywalczyły Amerykanki, które w finale pokonały gospodynie 41:16. Brąz wywalczyły Meksykanki, które wygrały z Brytyjkami 19:8.

### Lipiec
- 25 czerwca–1 lipca – 20. Mistrzostwa Europy w softballu kobiet we włoskim Bollate. Po raz dziesiąty najlepsza okazała się reprezentacja Holenderek, które w finale pokonały gospodynie turnieju 7:1. Brąz przypadł Brytyjkom.
- 9–2 lipca
  - 14. edycja Ligi Europejskiej w piłce siatkowej mężczyzn w Danii. Pierwszy tytuł w karierze wywalczyli Ukraińcy, którzy w finale pokonali Macedończyków 3:1. Brąz wywalczyli Szwedzi, którzy wygrali tym samym stosunkiem z gospodarzami turnieju. Najbardziej wartościowym zawodnikiem został wybrany Ukrainiec Maksym Drozd.
- 17 czerwca–2 lipca – 10. Puchar Konfederacji w piłce nożnej w Rosji. W finale reprezentacja Niemiec wygrała 1:0 z Chile. Brąz po dogrywce wywalczyli Portugalczycy, którzy pokonali Meksykanów 2:1. Złota piłka trafiła w ręce Juliana Draxlera, natomiast Złoty But przypadł Timo Wernerowi. Złotą rękawicę wywalczył Chilijczyk Claudio Bravo.
- 30–7 lipca – 34. Mistrzostwa Świata w biegu na orientację w estońskim TallinnIE. W rywalizacji sprinterskiej triumfowali Szwajcar Daniel Hubmann(inne języki) i Dunka Maja Alm(inne języki). W sztafecie sprinterskiej najlepsi okazali się reprezentanci Szwecji. Jedna z nich, Tove Alexandersson(inne języki), wygrała zmagania zarówno w biegu na średnim, jak i długim dystansie. Wśród mężczyzn pierwsi na metę wbiegli odpowiednio Francuz Thierry Gueorgiou i Norweg Olav Lundanes. W sztafecie długodystansowej triumfowali Norwedzy i Szwedki.
- 2 czerwca-8 lipca – 28. Liga Światowa w piłce siatkowej w brazylijskiej Kurytybie. W finale Francuzi pokonali Brazylijczyków 3:2. To drugi tytuł w historii tej reprezentacji. Brąz wywalczyli Kanadyjczycy po pokonaniu 3:1 Amerykanów. MVP turnieju został Francuz Earvin N’Gapeth, który wraz z Brazylijczykiem Ricardo Lucarellim otrzymał również statuetkę dla najlepszego przyjmującego. Wyróżnieni zostali także inni Francuzi – Kévin Le Roux (środkowy) i Benjamin Toniutti (rozgrywający) oraz Brazylijczyk Wallace de Souza (atakujący). W pozostałych kategoriach najlepsi okazali się Kanadyjczycy – Graham Vigrass (środkowy) oraz Blair Bann (libero).
- 8 lipca – 17. Drużynowy Puchar Świata w jeździe na żużlu w Lesznie. W finale po raz ósmy w historii, w tym po raz drugi z rzędu, najlepsza okazała się reprezentacja Polski, tym razem w składzie: Maciej Janowski, Patryk Dudek, Bartosz Zmarzlik, Piotr Pawlicki i Bartosz Smektała. Drugie miejsce zajęła Szwecja, natomiast trzecie Rosja.
- 7–9 lipca – 3. Mistrzostwa Europy w koszykówce 3x3 w Holandii. W rywalizacji mężczyzn najlepsi okazali się Łotysze, którzy w finale pokonali 16:13. Brązowy medal wywalczyli Ukraińcy, którzy wygrali z Serbami 20:18. Wśród reprezentacji kobiet po raz drugi triumfowały Rosjanki. W finale wygrały z Hiszpankami 22:14. Na najniższym stopniu podium stanęły gospodynie, które pokonały Francuzki 19:15.
- 14–15 lipca – 22. Mistrzostwa Europy w kolarstwie BMX we francuskim Bordeaux. Najlepsi okazali się Francuz Joris Daudet (po raz drugi) oraz Holenderka Laura Smulders (po raz drugi).
- 3 czerwca–16 lipca – 16. Mistrzostwa Europy w Rugby 7 w Rosji, Polsce, Francji i Anglii. Złoto po raz czwarty w historii wywalczyła reprezentacja Rosji. Srebro wywalczyła Irlandia, natomiast brąz Hiszpania. Najwięcej bramek strzelił Irlandczyk Billy Dardis(inne języki) (100). Jego rodak Jordan Conroy(inne języki) zdobył najwięcej goli w trakcie jednego meczu (17).
- 3–16 lipca – 131. edycja wielkoszlemowego turnieju tenisowego Wimbledon. W grze pojedynczej triumfowali Szwajcar Roger Federer (po raz ósmy) oraz Hiszpanka Garbiñe Muguruza. W deblu najlepsi okazali się Polak Łukasz Kubot i Brazylijczyk Marcelo Melo Rosjanki w składzie Jekatierina Makarowa-Jelena Wiesnina. Szwajcarka Martina Hingis (po raz czwarty) i Brytyjczyk Jamie Murray byli najlepsi w grze mieszanej.
- 7–16 lipca – 15. Mistrzostwa Świata w softballu mężczyzn w Kanadzie. W finale zwyciężyli Nowozelandczycy, którzy pokonali Australijczyków 6:4. Brąz wywalczyli reprezentanci gospodarzy.
- 14–16 lipca – 29. Mistrzostwa Europy w kajakarstwie klasycznym(inne języki) w bułgarskim Płowdiw. Klasyfikację medalową wygrała reprezentacja Węgier (dziesięć złotych medali). Podium dopełniła reprezentacja Niemiec (sześć) i Rosji (trzy). Reprezentanci Polski sięgnęli po dziewięć medali, w tym jeden złoty. Zdobyli go Wiktor Głazunow, Piotr Kuleta, Tomasz Baraniak i Marcin Grzybowski w rywalizacji C-4 na 1000 metrów. Srebro wywalczyła załoga K-4 zarówno wśród mężczyzn (na dystansie 1000 metrów w składzie: Martin Brzeziński, Rafał Rosolski, Bartosz Stabno i Norbert Kuczyński), jak i u kobiet (na dystansie 500 metrów w składzie: Dominika Włodarczyk, Beata Mikołajczyk, Anna Puławska, Katarzyna Kołodziejczyk]), a także załoga kobiet w K-2 (w składzie: Karolina Markiewicz(inne języki)-Julia Lis(inne języki)). Mikołajczyk była druga w zmaganiach indywidualnych (w K-1 na dystansie 1000 metrów) oraz trzecia wraz z Anną Puławską (w K-2 na dystansie 200 metrów). Brązowe medale do kolekcji dołożyli także Tomasz Kaczor (w C-1 na 500 metrów) oraz Mateusz Kamiński (w C-1 na 5000 metrów).
- 10 czerwca–23 lipca – 15. Mistrzostwa Europy w Rugby 7 kobiet we Francji, Rosji, Czechach, na Węgrzech i w Słowacji. Mistrzostwo obroniły reprezentantki Rosji, które w finale pokonały Angielki 24:0. Dla Rosjanek to czwarty tytuł w historii. Brązowy medal przypadł Irlandkom, które wygrały z Francuzkami 40:0.
- 24 czerwca–23 lipca – 11. Puchar Świata w krykiecie kobiet w Anglii i Walii. Po raz czwarty w historii tytuł mistrzowski wywalczyły Angielki, które w finale pokonały Hinduski 50:48. MVP turnieju oraz zdobywczyni największej liczby punktów (410) została Angielka Tammy Beaumont(inne języki). Najwięcej punktów w jednym meczu wywalczyła reprezentantka RPA Dane van Niekerk(inne języki).
- 1–23 lipca – 104. edycja kolarskiego wyścigu Tour de France. Po raz czwarty w karierze, w tym po raz trzeci z rzędu, w klasyfikacji końcowej najlepszy okazał się Brytyjczyk Chris Froome. Australijczyk Michael Matthews zwyciężył w klasyfikacji punktowej, z kolei Francuz Warren Barguil triumfował w klasyfikacji górskiej. Najlepszą drużyną okazała się ekipa Sky.
- 20–23 lipca – 146. edycja wielkoszlemowego turnieju golfowego The Open Championship Tytuł mistrzowski wywalczył Amerykanin Jordan Spieth(inne języki).
- 17–24 lipca – 26. Mistrzostwa Europy w pięcioboju nowoczesnym w Mińsku. Klasyfikację medalową wygrała reprezentacja Rosji (dwa złota) przed Węgrami i Włochami (po jednym złotym kruszcu, z tymże Węgrzy wywalczyli o dwa srebra więcej).
- 19–26 lipca – 88. Mistrzostwa Świata w szermierce w Lipsku. W klasyfikacji medalowej triumfowali Włosi (cztery złota) przed Rosjanami (trzy) i Koreańczykami (jeden). Polki wywalczyły dwa krążki w szpadzie – Ewa Nelip srebro indywidualnie oraz drużynowo razem z Renatą Knapik-Miazgą, Magdaleną Piekarską oraz Barbarą Rutz.
- 14–30 lipca – 17. Mistrzostwa Świata w pływaniu w Budapeszcie. Klasyfikację medalową wygrali reprezentanci Stanów Zjednoczonych (dwadzieścia jeden złotych krążków), którzy wyprzedzili Chińczyków (dwanaście) i Rosjan (jedenaście). Wojciech Wojdak wywalczył srebrny medal w wyścigu na 800 metrów stylem dowolnym.
- 20–30 lipca – 10. edycja World Games, czyli Światowych Igrzysk Sportów Nieolimpijskich we Wrocławiu. Najwięcej medali zdobyli Rosjanie (dwadzieścia osiem złotych), którzy wyprzedzili Niemców (osiemnaście) i Włochów (szesnaście). Reprezentanci Polski dwudziestokrotnie stawali na podium, z czego pięciokrotnie na jego najwyższym stopniu. Byli zarazem sklasyfikowani na drugiej pozycji w klasyfikacji konkurencji pokazowych z dziesięcioma krążkami, w tym czterema z najcenniejszego kruszcu.
- 25–30 lipca – 22. Mistrzostwa Świata w kolarstwie BMX w amerykańskim Rock Hill. Tytuły mistrzowskie wywalczyli Amerykanie – Corben Sharrah(inne języki) i Alisse Post.
- 27–30 lipca – 28. Mistrzostwa Europy w kolarstwie górskim we włoskim Darfo Boario Terme. W rywalizacji indywidualnej triumfowali Szwajcar Florian Vogel i Ukrainka Jana Bełomoina. W zmaganiach drużyn mieszanych zwyciężyli z kolei Szwajcarzy w składzie: Filippo Colombo(inne języki), Joel Roth(inne języki), Linda Indergand, Alessandra Keller(inne języki) i Andri Frischknecht(inne języki). W eliminatorze najlepsi okazali się Francuz Titouan Perrin-Ganier oraz Szwajcarka Kathrin Stirnemann.

### Sierpień
- 21–4 sierpnia – 31. Mistrzostwa Europy w strzelectwie w Baku. Klasyfikację medalową wygrali reprezentanci Ukrainy (dziesięć złotych krążków), którzy pokonali Rosjan i Włochów (obie reprezentacje wywalczyły po osiem złotych medali, z tymże Sborna zdobyła jedenaście sreber w stosunku do pięciu Włochów). Polacy sięgnęli po trzy srebrne krążki – indywidualnie Klaudia Breś (50 metrów z pistoletu) oraz drużynowo kobiety (Sylwia Bogacka, Karolina Kowalczyk i Paula Wrońska z 50 metrów z karabinu na trzech postawach) i mężczyźni (Oskar Miliwek, Patryk Sakowski i Kacper Jurasz z 50 metrów z pistoletu).
- 30 lipca-4 sierpnia
  - Mistrzostwa Europy w żeglarskiej klasie 49er i 49erFX w niemieckiej Kilonii. Wśród mężczyzn triumfowali Brytyjczycy Dylan Fletcher i Stuart Bithell, natomiast u kobiet Niemki Tina Lutz i Susann Beucke.
  - Mistrzostwa Europy w żeglarskiej klasie Narca 12 w niemieckiej Kilonii. W mieszanym składzie najlepsi okazali się reprezentanci Włoch Ruggero Tita i Catarina Banti.
- 28 lipca-6 sierpnia – 11. Mistrzostwa Świata w Siatkówce Plażowej(inne języki) w Wiedniu. Tytuły mistrzowskie wywalczyli Brazylijczycy w składzie Evandro Oliveira-André Stein oraz Niemki Laura Ludwig i Kira Walkenhorst.
- 2–6 sierpnia – 23. Mistrzostwa Europy w kolarstwie szosowym w duńskim Herningu. W jeździe indywidualnej na czas triumfowali Belg Victor Campenaerts oraz Holenderka Ellen van Dijk, z kolei w rywalizacji ze startu wspólnego najlepsi okazali się Norweg Alexander Kristoff oraz inna z reprezentantek Holandii, Marianne Vos (po raz trzeci). Maciej Bodnar wywalczył srebrny medal w pierwszej z rozegranych konkurencji.
- 16 lipca-6 sierpnia – 12. Mistrzostwa Europy w piłce nożnej kobiet w Holandii. Pierwszy tytuł w karierze wywalczyły gospodynie tegorocznego turnieju, które w finale pokonały Dunki 4:2. Brązowe krążki wywalczyły reprezentantki Austrii i Anglii. MVP turnieju została Holenderka Lieke Martens, z kolei królową strzelczyń Angielka Jodie Taylor (pięć bramek).
- 16–20 sierpnia – 24. Mistrzostwa Europy w siatkówce plażowej w łotewskiej Jūrmali. W rywalizacji mężczyzn po raz trzeci w karierze triumfowali Włosi w składzie Paolo Nicolai-Daniele Lupo, z kolei u kobiet tytuł mistrzowski wywalczyły Niemki w składzie Nadja Glenzke-Julia Großner.
- 24–25 sierpnia – 28. Mistrzostwa Świata w kolarstwie górskim w australijskim Caims (cross-country) i włoskim Val di Sole. W fourcrossie najlepsi okazali się Szwed Felix Beckermann i reprezentantka gospodarzy Caroline Buchanan. W cross-country z kolei tytuły wywalczyli Szwajcar Nino Schurter (po raz siódmy) i jego rodaczka Jolanda Neff (po raz trzeci). W zjeździe triumfowali Francuz Loic Bruni (po raz drugi) i Kanadyjka Miranda Miller. Schurter i Neff triumfowali także w zmaganiach drużynowych razem z Filippo Colombo, Joelem Rothem i Siną Frei.
- 18–26 sierpnia – 13. Mistrzostwa Europy w hokeju na trawie kobiet w Amsterdamie. Dziewiąte mistrzostwo w historii wywalczyły gospodynie turnieju, które w ostatecznej rozgrywce okazały się lepsze Belgijek wynikiem 3:0. Brązowy medal zdobyły Angielki, lepsze od Niemek rezultatem 2:0. MVP turnieju została reprezentantka Anglii Hollie Webb, z kolei najwięcej goli zdobyła Hiszpanka Begoña García Grau (cztery).
- 21–26 sierpnia – 12. Mistrzostwa Świata w zapasach w amerykańskim Anaheim. Klasyfikację medalową wygrali reprezentanci Japonii (sześć złotych krążków) przed Amerykanami i Turkami (po trzy złote medale, z tymże reprezentanci USA zdobyli trzy srebra w stosunku jednego Turków). Dla Polaków medale wywalczyli Magomedmurad Gadżijew i Mateusz Bernadek (srebra) oraz Roksana Zasina (brąz).
- 19–27 sierpnia – 16. Mistrzostwa Europy w hokeju mężczyzn na trawie w Amsterdamie. Piąty w historii, w tym drugi raz z rzędu, najlepsi okazali się reprezentanci gospodarzy, którzy w finale pokonali 4:2 Belgów. Brąz wywalczyli Anglicy, którzy wygrali z Niemcami 4:2. Najbardziej wartościowym zawodnikiem został Belg Arthur Van Doren, natomiast królem strzelców Holender Mirco Pruyser (sześć).
- 23–27 sierpnia – 43. Mistrzostwa świata w kajakarstwie w czeskich Račicach. Najwięcej złotych medali zdobyli reprezentanci Niemiec (sześć), którzy wyprzedzili Węgrów (pięć) i Rosjan (dwa). Polska wywalczyła cztery medale – srebro zdobyli Michał Lubniewski i Arsen Śliwiński (C-2 na 200 metrów) oraz Piotr Kuleta, Marcin Grzybowski, Tomasz Barniak i Wiktor Głazunow (C-4 na 1000 metrów). Brąz wywalczyli z kolei Mateusz Kamiński (C-1 na 5000 metrów) oraz Paulina Paszek i Justyna Iskrzycka (K-2 na 1000 metrów).
- 21–29 sierpnia – 23. Indywidualne Mistrzostwa Świata w badmintonie w szkockim Glasgow. Wśród singlistów najlepsi okazali się Duńczyk Viktor Axelsen i Japonka Nozomi Okuhara. W grze podwójnej triumfowali Chińczycy w składzie Liu Cheng-Zhang Nan i Chen Qingchen-Jia Yifan. W rywalizacji miksta zwyciężyła indonezyjska para w składzie Tontowi Ahmad-Liliyana Natsir.
- 21–29 sierpnia – 57. Mistrzostwa świata w pięcioboju nowoczesnym w Kairze. W zmaganiach indywidualnych triumfowali Koreańczyk Jung Jin-hwa oraz Rosjanka Gulnaz Gubaydullina. W rywalizacji drużynowej najlepsze okazały reprezentacje gospodarzy (w składzie: Ahmed Hamed, Yasser Hefny, Eslam Hamad i Sherif Rashad) oraz Niemiec (w składzie: Alexandra Bettinellil, Ronja Steinborn, Lena Schoneborn i Annika Schleu). W sztafecie zwyciężyli Koreańczycy (w składzie Hwang Woo-jin-Jun Woongtae) oraz Niemki (w składzie: Lena Schonebron-Annika Schleu). W sztafecie mieszanej triumfowali reprezentanci Niemiec w składzie Ronja Steinborn-Alexander Nobis.
- 19–30 sierpnia – 29. Letnia Uniwersjada w tajwańskim Tajpej. W klasyfikacji medalowej triumfowali Japończycy (trzydzieści siedem złotych medali) przed Koreańczykami (trzydzieści) i gospodarzami (dwadzieścia sześć). Reprezentanci Polski wywalczyli dwadzieścia pięć krążków, w tym siedem złotych.

### Wrzesień
- 25–2 września – 18. Mistrzostwa Świata w boksie amatorskim w Hamburgu. Klasyfikację medalową wygrała Kuba z dorobkiem pięciu złotych medali. Podium dopełniły reprezentacje Uzbekistanu i Kazachstanu (zdobyły po jednym złotym krążku, z tymże Uzbecy pokonali Kazachów jednym srebrem w stosunku 3:2).
- 23 sierpnia-3 września – Mistrzostwa Europy w piłce siatkowej mężczyzn w Polsce. Po raz czternasty w historii najlepsza okazała się reprezentacja Rosji, która w finale pokonała Niemcy 3:2. Brąz wywalczyli Serbowie, po pokonaniu takim samym rezultatem Belgów. MVP turnieju wybrany został Rosjanin Maksim Michajłow. Jego rodacy – Dmitrij Wołkow i Siergiej Grankin – otrzymali statuetki w kategorii odpowiednio „najlepszy przyjmujący” i „najlepszy rozgrywający”. Trzy statuetki wpadły w ręce reprezentantów Niemiec – Marcusa Böhme (środkowy), Georga Grozera (atakujący) i Denisa Kaliberdy (przyjmujący). Serb Srećko Lisinac również został wybrany „najlepszym środkowym”, z kolei „najlepszym libero” okrzyknięto Lowiego Stuera.
- 28–3 września – 32. Mistrzostwa Świata w judo w Budapeszcie. Klasyfikację medalową wygrali Japończycy, którzy wywalczyli osiem złotych medali. Podium dopełnili Francuzi (dwa złote) i Brazylijczycy (jedno złoto). Polka Agata Ozdoba wywalczyła brązowy medal w kategorii do 63 kg (waga półśrednia).
- 30 sierpnia-3 września – Mistrzostwa Świata w gimnastyce artystycznej we włoskim Pesaro. Najwięcej złotych medali zdobyli Rosjanie (trzy), dzięki czemu pokonali Rumunów i Ukraińców (obie reprezentacje wywalczyły po dwa złote krążki, lecz Rumuni pokonali konkurentów różnicą jednego srebra).
- 5–10 września
  - 28. Mistrzostwa Świata w kolarstwie górskim (cyclo-cross i zjazd) we włoskim Val di Sole. Wśród mężczyzn cyclo-crossu po raz szósty (w tym trzeci raz z rzędu) triumfował Nino Schurter, z kolei po raz pierwszy jego rodaczka Jolanda Neff. Szwajcarzy wygrali także rywalizację w sztafecie mieszanej. Indywidualnym mistrzom świata partnerowali Filippo Colombo, Joel Roth i Sina Frei. W zjeździe triumfowali zaś Francuz Loïc Bruni i Kanadyjka Miranda Miller.
  - 7. edycja Pucharu Wielkich Mistrzyń w piłce siatkowej w Japonii. Po raz drugi w historii po tytuł mistrzowski sięgnęły Chinki, które pokonały Brazylijki i Amerykanki. Najbardziej wartościową zawodniczką wybrano Chinkę Zhu Ting. Ting wraz z Amerykanką Jordan Larson wybrana została także najlepszą przyjmującą. Jej rodaczka, Yuan Xinyue, zdobyła statuetkę wraz z Brazylijką Aną Carolina da Silva na najlepszą środkową. Inna z reprezentantek Kraju Kawy, Tandara Caixeta, otrzymała statuetkę w kategorii „najlepsza atakująca”. Japonki – Koyomi Tominaga oraz Kotoe Inoue – zostały wybrane odpowiednią najlepszą rozgrywającą i libero.
- 7–10 września – 15. Mistrzostwa Świata w maratonie wioślarskim w Pietermaritzburgu w RPA. Klasyfikację medalową zdominowali Węgrzy, którzy wywalczyli dwanaście złotych medali. Podium dopełnili gospodarze (dwa złota) i Brytyjczycy (jedno złoto). Polacy zdobyli dwa brązowe krążki dzięki Mai Szajdek oraz Patrykowi Gluzie (obaj w klasie C-1).
- 28 sierpnia–10 września – 137. edycja tenisowego turnieju wielkoszlemowego US Open. W grzech pojedynczej triumfowali Hiszpan Rafael Nadal (po raz trzeci) oraz Amerykanka Sloane Stephens. W deblu najlepsi okazali się Holender Jean-Julien Rojer oraz Rumun Horia Tecău oraz Szwajcarka Martina Hingis (po raz trzeci) i reprezentantka Chińskiego Tajpej, Chan Yung-jan. Hingis zwyciężyła także w grze mieszanej. Partnerował jej Brytyjczyk Jamie Murray (po raz drugi z rzędu).
- 12–17 września – 7. edycja Pucharu Wielkich Mistrzów w piłce siatkowej w Japonii. Mistrzostwo po raz piąty w historii, w tym czwarty z rzędu, wywalczyli Brazylijczycy. Srebrny medal zdobyli Włosi, natomiast brązowy Irańczycy. MVP turnieju został Brazylijczyk Ricardo Lucarelli. Wraz z Irańczykiem Miladem Ebadipurem wygrał także w kategorii „najlepszy przyjmujący”. Jego rodak Lucas Saatkamp wraz z Włochem Matteo Piano został wybrany najlepszym środkowym. Inny z reprezentantów Półwyspu Apenińskiego, Simone Giannelli, otrzymał statuetkę w kategorii „najlepszy rozgrywający”. Najlepszym atakującym został Amerykanin Matthew Andreson, natomiast libero Japończyk Satoshi Ide.
- 13–17 września – 36. Mistrzostwa Europy w tenisie stołowym w Luksemburgu. W rywalizacji mężczyzn triumfowali reprezentanci Niemiec w składzie: Dimitrij Ovtcharov, Timo Boll, Patrick Franziska, Ruwen Filus i Ricardo Walther. W zmaganiach kobiet najlepsze okazały się z kolei Rumunki w składzie: Elizabeta Samara, Daniela Dodean, Bernadette Szőcs, Adina Diaconu i Irina Ciobanu.
- 23 sierpnia–17 września – 40. Mistrzostwa Europy w koszykówce mężczyzn w Finlandii, Izraelu, Rumunii i Turcji. Pierwszy tytuł w historii wywalczyła reprezentacja Słowenii, która w finale pokonała Serbów 93:85. Brąz wywalczyli Hiszpanie, którzy wygrali z Rosjanami takim samym wynikiem. Najbardziej wartościowym zawodnikiem wybrany został Słoweniec Goran Dragić. Najlepszą średnią punktów odnotował Rosjanin Aleksiej Szwied. Najwięcej zbiórek i asyst uzyskali Litwini – odpowiednio Jonas Valančiūnas i Mantas Kalnietis. Łotysz Kristaps Porziņģis odnotował najwyższą skuteczność w blokach, natomiast Rumun Andrei Mandache najczęściej odbierał piłkę przeciwnikom.
- 17 września
  - zakończył się 61. sezon Mistrzostw Świata w Motocrossie. W klasie MXGP po raz siódmy w karierze tytuł mistrzowski wywalczył Włoch Antonio Cairoli. W klasie MX2 najlepszy okazał się Łotysz Pauls Jonass. Tytuł najlepszego konstruktora w obu kategoriach przypadł austriackiej ekipie KTM. Trzeci tytuł wśród rywalizacji kobiet zdobyła Włoszka Kiara Fontanesi, natomiast najlepszym zespołem stajnia Yamahy.
  - zakończył się 22. sezon amerykańskiej serii wyścigowej Indy Car Series. Po raz pierwszy w karierze mistrzostwo wywalczył Amerykanin Josef Newgarden. Tytuł wśród zespołów przypadł Team Penske, natomiast konstruktorów amerykańskiej marce Chevrolet. Newgarden wygrał także klasyfikację owali, natomiast najlepszy w punktacji torów klasycznych był Brazylijczyk Hélio Castroneves.
- 17–24 września – 89. Mistrzostwa Świata w kolarstwie szosowym w norweskim Bergen. W wyścigu ze startu wspólnego triumfowali Słowak Peter Sagan (po raz trzeci z rzędu) oraz Holenderka Chantal Blaak. W jeździe indywidualnej na czas najlepsza okazała się inni reprezentanci Holandii, Tom Dumoulin i Annemiek van Vleuten. W rywalizacji drużynowej triumfowała zarówno wśród kobiet, jak i mężczyzn, niemiecko-holenderska drużyna Team Sunweb (mężczyźni w składzie: Dumoulin, Niemiec Lennard Kämna, Holendrzy Wilco Kelderman i Sam Oomen, Duńczyk Søren Kragh Andersen i Australijczyk Michael Matthews; kobiety w składzie: Holenderki Lucinda Brand, Floortje Mackaij, Sabrina Stultiens i Ellen van Dijk, a także Amerykanka Coryn Rivera oraz Kanadyjka Leah Kirchmann). Polak Michał Kwiatkowski wywalczył brązowy medal wraz z brytyjską grupą Team Sky.

### Październik
- 20 września–1 października – Mistrzostwa Europy w piłce siatkowej kobiet w Azerbejdżanie i Gruzji. Drugi tytuł w historii wywalczyły Serbki, które w finale pokonały Holenderki 3:1. Brąz wywalczyły reprezentantki Turcji, które pokonały gospodynie Azerki takim samym stosunkiem setów. MVP turnieju została Serbka Tijana Bošković. Jej rodaczki – Brankica Mihajlović i Stefana Veljković – otrzymały statuetki odpowiednio dla najlepszej przyjmującej i środkowej. Wraz z pierwszą z nich wybrana Holenderka Anne Buijs, z kolei wraz z drugą Turczynka Eda Dündar. Inne z reprezentantek Holandii – Lonneke Slöetjes i Laura Dijkema – zostały wybrane odpowiednio na najlepszą atakującą i rozgrywającą. Azerka Valeriya Məmmədova otrzymała statuetkę dla najlepszej libero.
- 13–1 października – 38. Mistrzostwa Świata w kajakarstwie górskim we francuskim Pau. Klasyfikację medalową wygrali reprezentanci Czech (trzy złota) przed Francuza i Brytyjczykami (obie reprezentacje zdobyły po trzy złote krążki, z tymże Trójkolorowi wywalczyli dwa srebra w stosunku do jednego Brytyjczyków).
- 24 września–1 października – 46. Mistrzostwa Świata we wioślarstwie w amerykańskim Sarasota. Najlepsza okazała się reprezentacja Włoch, która sięgnęła po trzy złote medale. Tyle samo wywalczyli Nowozelandczycy i Australijczyki, z tymże odnotowali dwa srebra w stosunku do trzech triumfatorów. Cztery medale przypadły w udziale Polakom. Srebro wywalczyli Mirosław Ziętarski i Mateusz Biskup (dwójka podwójna), czwórka podwójna kobiet (w składzie: Agnieszka Kobus, Marta Wieliczko, Maria Springwald i Katarzyna Zillmann) oraz czwórka kobiet bez sternika (w składzie: Olga Michalkiewicz, Joanna Dittmann, Monika Ciaciuch i Maria Wierzbowska). Brąz zdobyła paraolimpijska para mieszana w składzie Michał Gadowski-Joanna Majka.
- 1 października – zakończył się 42. sezon Rallycrossowych Mistrzostwa Świata. W rywalizacji triumfował Szwed Anton Marklund. W klasie Super1600 najlepszy okazał się Węgier Krisztián Szabó, z kolei w kategorii Tourning Car Norweg Lars Øivind Enerberg. W klasyfikacji zespołowej triumfowała ekipa Volkswagena.
- 29–3 października – 14. Mistrzostwa Świata w Wushu w rosyjskim Kazaniu. Najwięcej medali zdobyli Chińczycy (piętnaście złotych), pokonując tym samym Irańczyków (osiem) i reprezentantów Hongkongu (pięć).
- 2 października-8 października – 47. Mistrzostwa Świata w gimnastyce sportowej w Montrealu. Klasyfikację medalową wygrała reprezentacja Chin z dorobkiem trzech złotych krążków. Tyle samo medali z tego kruszcu wywalczyli Japończycy, jednak przegrali różnicą jednego srebra. Podium dopełnili Rosjanie z jednym złotym medalem.
- 8 października
  - zakończył się 65. sezon Rajdowych Mistrzostw Europy. Po raz trzeci z rzędu tytuł mistrzowski wywalczył Polak Kajetan Kajetanowicz. W klasie ERC-2 triumfował Węgier Tibor Érdi, natomiast w ERC-3 Brytyjczyk Chris Ingram. W klasyfikacji zespołowej najlepsza okazała się turecka ekipa o nazwie Castrol Ford Team Turkiye.
  - zakończył się 13. sezon Pucharu Europy w wyścigach samochodów turystycznych. Mistrzostwo wywalczył Czech Petr Fulín.
- 15–22 października – 49. Mistrzostwa Świata w łucznictwie w Meksyku. Klasyfikację medalową wygrała reprezentacja Chin, która wywalczyła trzy złote medale i pokonała Japonię różnicą jednego srebra. Podium dopełnili Rosjanie z jednym złotym krążkiem.
- 19–22 października – 8. Mistrzostwa Europy w kolarstwie torowym w Berlinie. Z dorobkiem pięciu złotych medali triumfowali reprezentanci gospodarzy, którzy pokonali Francuzów różnicą trzech sreber. Podium dopełnili Brytyjczycy z dorobkiem trzech złotych krążków. Polacy wywalczyli cztery medale, w tym jeden złoty zdobyty przez Alana Banaszka w wyścigu punktowym. Justyna Kaczkowska sięgnęła po srebro w wyścigu pościgowym. Razem z Katarzyną Pawłowską, Darią Pikulik oraz Nikol Plosaj wywalczyła także brązowy medal w drużynowej odsłonie tej konkurencji. Drugi z brązowych krążków zdobyli w madisonie Wojciech Pszczolarski i Daniel Staniszewski.
- 22–29 października – 47. edycja tenisowego Turnieju Mistrzyń, czyli nieoficjalnych mistrzostw świata w tenisie ziemnym w Singapurze. W finale gry pojedynczej po raz pierwszy triumfowała Dunka Caroline Wozniacki, natomiast w deblu Węgierka Tímea Babos i Czeszka Andrea Hlaváčková.

### Listopad
- 4 listopada
  - zakończył się zakończył się 30. sezon Mistrzostw Świata Superbike’ów. Trzeci tytuł mistrzowski z rzędu zdobył reprezentant Irlandii Północnej Jonathan Rea. Mistrzostwo konstruktorów wywalczyła fabryczna ekipa Kawasaki.
  - zakończył się zakończył się 21. sezon Mistrzostw Świata Supersportów. Po raz pierwszy w karierze po tytuł sięgnął Francuz Lucas Mahias. Mistrzostwo konstruktorów przypadło Yamasze.
- 11–12 listopada – 55. finał Pucharu Federacji, czyli nieoficjalnych drużynowych mistrzostw świata kobiet w tenisie ziemnym w Mińsku. Osiemnasty tytuł w historii wywalczyła reprezentacja Amerykanek, które w ostatecznym starciu pokonały gospodynie turnieju 3:2.
- 12 listopada – zakończył się 69. sezon Motocyklowych Mistrzostw Świata. W królewskiej kategorii MotoGP po raz czwarty w karierze tytuł mistrzowski wywalczył Hiszpan Marc Márquez, natomiast tytuł konstruktorów Honda. W klasie Moto2 triumfowali Włoch Franco Morbidelli i Kalex, natomiast w Moto3 Hiszpan Joan Mir i Honda.
- 18 listopada
  - zakończył się 44. sezon Rajdowych Mistrzostw Świata. Po raz piąty z rzędu po tytuł mistrzowski sięgnęli Francuzi Sébastien Ogier i jego pilot Julien Ingrassia. Mistrzostwo konstruktorów wywalczył reprezentowany przez niego zespół M-Sport korzystający z samochodu Forda Fiesty. W klasie WRC-2 triumfował Szwed Pontus Tidemand, natomiast w WRC-3 i rywalizacji juniorów Hiszpan Nil Solans.
  - zakończył się 6. sezon Mistrzostw Świata Samochodów Długodystansowych. W kategorii LMP1 zwyciężyła załoga Porsche, którą reprezentowali Niemiec Timo Bernhard oraz Nowozelandczycy Brendon Hartley oraz Earl Bamber. W klasie GT triumfowała załoga włoskiego zespołu AF Corse korzystającego z samochodu marki Ferrari – Włoch Alessandro Pier Guidi i Brytyjczyk James Calado. Wśród samochodów LMP2 najlepsza okazała się szwajcarska ekipa Vaillante Rebellion, reprezentowana przez Brazylijczyka Bruno Sennę oraz Francuza Juliena Canala. Klasyfikację LMGTE wygrał brytyjski zespół Aston Martina, w którym jeździli Kanadyjczyk Paul Dana Lana, Pedro Lamy i Austriak Mathias Lauda.
- 19 listopada – zakończył się 21. sezon Pucharu Świata w short tracku. W rywalizacji na dystansie 500 metrów triumfowali Chińczyk Wu Dajing (po raz drugi) oraz Kanadyjka Marianne St-Gelais (po raz czwarty, w tym trzeci z rzędu). W biegu na 1000 metrów zwyciężyli Węgier Shaolin Sándor Liu oraz Kanadyjka Kim Boutin. W zmaganiach na 1500 metrów wygrali Koreańczycy Hwang Dae-heon i Choi Min-jeong (po raz trzeci). W drużynowej rywalizacji na dystansie 5000 metrów triumfowali Kanadyjczycy i Koreańczycy. Druga z nacji zarówno wśród kobiet, jak i mężczyzn, sięgnęła po Puchar Narodów.
- 17–25 listopada – 43. Mistrzostwa Europy w curlingu we szwajcarskim St. Gallen. W zmaganiach mężczyzn triumfowała reprezentacja Szwecji, która 10:5 pokonała Szkotów. Rewanż na kolegach z reprezentacji zrobiły Szkotki, które 6:3 pokonały Szwedki.
- 24–26 listopada – 106. finał Pucharu Davisa, czyli nieoficjalnych drużynowych mistrzostw świata mężczyzn w tenisie ziemnym. Po puchar sięgnęli Francuzi, którzy pokonali Belgów 3:2.
- 26 listopada – zakończył się 68. sezon Mistrzostw Świata Formuły 1. Czwarte mistrzostwo w karierze zdobyli Brytyjczyk Lewis Hamilton oraz zespół, Mercedes.

### Grudzień
- 1 grudnia – zakończył się 14., a zarazem ostatni sezon Mistrzostw Świata Samochodów Turystycznych. Pierwszy w karierze tytuł mistrzowski wywalczył Szwed Thed Björk, natomiast wśród konstruktorów szwedzka marka Volvo. Brytyjczyk Tom Chilton i francuski zespół Sébastien Loeb Racing triumfowali w klasyfikacji kierowców i konstruktorów niezależnych.
- 28 listopada-5 grudnia – 83. Mistrzostwa Świata w podnoszeniu ciężarów w amerykańskim Anaheim. W klasyfikacji medalowej dwubojów triumfowali Kolumbijczycy i Irańczycy, którzy wywalczyli dwa złota, jedno srebro i dwa brązy. Podium dopełnili Gruzini, którzy zdobyli przegrali różnicą jednego srebrnego krążka. W klasyfikacji medalowej, w której wliczamy wszystkie medale, najlepsi okazali się Tajlandczycy, którzy sięgnęli łącznie po pięć złotych medali. Iran i Gruzję pokonali dzięki wywalczeniu siedmiu srebrnych krążków. W klasyfikacji punktowej wygrali Irańczycy i Tajlandki. Polak Krzysztof Zwarycz sięgnął po dwa srebrne krążki – w dwuboju oraz podrzucie.
- 28 listopada–10 grudnia – 41. edycja snookerowego turnieju UK Championship. Po raz szósty w karierze mistrzostwo wywalczył Anglik Ronnie O’Sullivan, który w finale pokonał swojego rodaka Shauna Murphy’ego.
- 6–16 grudnia – 14. edycja Klubowych Mistrzostw Świata w piłce nożnej mężczyzn w Zjednoczonych Emiratach Arabskich. Po raz trzeci w historii, w tym drugi z rzędu, po tytuł sięgnął hiszpański klub Real Madryt. W finale pokonał 1:0 brazylijską drużynę Grêmio. Brąz wywalczyli zawodnicy meksykańskiego klubu Pachuca, który wygrał 4:1 z gospodarzami turnieju, Al-Jazira. Najwięcej bramek strzelili Portugalczyk Cristiano Ronaldo oraz Brazylijczycy Maurício Antônio oraz Romarinho (po dwie). MVP rozgrywek został Chorwat Luka Modrić.
- 1–17 grudnia – 23. Mistrzostwa Świata w ręcznej kobiet w Niemczech. Po raz drugi w historii po mistrzostwo sięgnęły reprezentantki Francji, które w finale pokonały Norweżki 23:21. Brąz wywalczyły Holenderki, które wygrał z reprezentantkami Szwecji 24:21.
- 12–17 grudnia – 13. edycja Klubowych Mistrzostw Świata w piøce siatkowej mężczyzn w Krakowie. Tytuł mistrzowski wywalczył rosyjski klub Zenit Kazań, który w finale pokonał włoskie Cucine Lube Civitanova 3:0. W walce o trzecie miejsce brazylijska drużyna Sada Cruzeiro wygrała z polskim zespołem PGE Skra Bełchatów takim samym stosunkiem setów. Najwięcej nagród indywidualnych otrzymali Kubańczycy Osmany Juantorena (MVP), Roberlandy Simón Aties (środkowy) oraz Joandry Leal Hidalgo i Wilfredo León Venero (przyjmujący). Wśród Rosjan zostali wyróżnieni Aleksiej Samojlenko (środkowy) i Aleksandr But´ko (rozgrywający). Pozostałe nagrody otrzymali Bułgar Cwetan Sokołow (atakujący) i Francuz Jenia Grebennikov (obrońca).
- 13–17 grudnia – 23. Mistrzostwa Europy w pływaniu na krótkim basenie w Kopenhadze. Klasyfikację medalową wygrała reprezentacja Rosji (dziewięć złotych krążków), która wyprzedziła Holandię (osiem) oraz Włochów (pięć). Polacy wywalczyli trzy medale – grzbieciści Radosław Kawęcki (na 200 metrów) Alicja Tchórz (na 50 metrów) zdobyli srebrne krążki, natomiast sztafeta 4x50 metrów kraulistów brązowe (w składzie: Paweł Juraszek, Filip Wypych, Jakub Książek i Konrad Czerniak oraz rezerwowy Kacper Stokowski).

## Zdarzenia astronomiczne

### Styczeń
źródło
Ziemia jest o ponad pięć milionów kilometrów bliżej Słońca niż w lipcu. Wysokość naszej gwiazdy nad horyzontem rośnie od 14,8° do 20,5°. Dzień trwa od 7:46 na początku miesiąca do 15:34, a pod koniec od 7:18 do 16:22.
- 1 stycznia – koniunkcja Marsa 1,1′S z Neptunem (7:52)
- 2 stycznia:
  - koniunkcja Księżyca z Wenus 1°58′N (8:58)
  - Księżyc w węźle zstępującym, λ = 334°16′ (19:14)
- 3 stycznia:
  - bliska koniunkcja Księżyca z Neptunem 0°23′S (4:55)
  - koniunkcja Księżyca z Marsem 14′S (7:35)
  - maksimum aktywności roju meteorów Kwadrantydów (około 15:00)
- 4 stycznia – Ziemia w peryhelium (0,98330945[88] au) (147,101 mln km od Słońca), (15:17)
- 5 stycznia – pierwsza kwadra Księżyca (20:47)
- 6 stycznia – koniunkcja Księżyca z Uranem 3°06′S (5:14)
- 8 stycznia – Merkury powraca do ruchu prostego w długości ekliptycznej (10:20)
- 9 stycznia – koniunkcja Merkurego 0°38′ z Saturnem (6:42)
- 10 stycznia – perygeum Księżyca, 363 244,5 km od Ziemi (7:01)
- 11 stycznia – maksymalna deklinacja Księżyca, δ = +18°56′ (10:30)
- 12 stycznia:
  - pełnia Księżyca (12:34)
  - maksymalna elongacja wschodnia Wenus, 47,1°E od Słońca (14:18)
  - bliska koniunkcja Wenus 0°22′N z Neptunem (22:53)
- 15 stycznia – Księżyc w węźle wstępującym, λ = 153°37′ (11:46)
- 18 stycznia – opozycja planetoidy (4) Westa, 1,52 au od Ziemi (7:57)
- 19 stycznia:
  - koniunkcja Księżyca 2°34′ z Jowiszem (8:26)
  - maksymalna elongacja Merkurego, 24,1°W od Słońca (10:43)
  - Słońce wkracza do gwiazdozbioru Koziorożca; λ = 299,7° (19:49)
  - Słońce wstępuje w znak Wodnika, λ = 300° (22:24)
  - ostatnia kwadra Księżyca (23:13)
- 22 stycznia – apogeum Księżyca, 404 921,1 km od Ziemi (1:14)
- 24 stycznia – koniunkcja Księżyca z Saturnem 3°36′N (11:37)
- 25 stycznia – maksymalna deklinacja Księżyca, δ = –18°54′ (13:02)
- 26 stycznia – koniunkcja Księżyca z Merkurym 3°43′N (00:57)
- 28 stycznia – nów Księżyca (1:07)
- 29 stycznia – Księżyc w węźle zstępującym, λ = 333°11′ (23:21)
- 30 stycznia – bliska koniunkcja Księżyca 11′S z Neptunem (12:16)
- 31 stycznia – koniunkcja Księżyca 3°53′z Wenus (18:35)

### Luty
źródło
Dzień na początku miesiąca trwa od 7:17 do 16:23. Pod koniec miesiąca prawie dwie godziny dłużej; od 6:24 do 17:14. Wysokość Słońca w południe nad horyzontem rośnie od 20,8° do 30°. 11 lutego wieczorem od 23:35 do 12 lutego do godziny 3:54 potrwa półcieniowe zaćmienie Księżyca. Jego maksimum, kiedy cała tarcza Księżyca znajdzie się w półcieniu Ziemi, nastąpi 12 lutego o 1:45.
- 1 lutego – koniunkcja Księżyca 5,8°S z Marsem (3:51)
- 2 lutego:
  - koniunkcja Księżyca 2,9°S z Uranem (11:29)
  - zakrycie 4,5m n Piscis przez Księżyc (20:20 do 21:23)
- 4 lutego:
  - pierwsza kwadra Księżyca (5:19)
  - zakrycie 4,1m 5 Tauri przez Księżyc (19:35 do 20:30)
- 6 lutego:
  - Jowisz rozpoczyna ruch wsteczny w długości ekliptycznej (7:20)
  - perygeum Księżyca 388 822,0 km od Ziemi (15:02)
- 7 lutego – maksymalna deklinacja Księżyca, δ = +18°52′ (19:39)
- 12 lutego:
  - pełnia Księżyca (1:33)
  - półcieniowe zaćmienie Księżyca (maksimum 1:45)
- 15 lutego – koniunkcja Księżyca 5,8°N z Jowiszem (17:53)
- 16 lutego – Słońce wkracza do gwiazdozbioru Wodnika, λ= 327,5° (6:05)
- 18 lutego:
  - Słońce wstępuje w znak Ryb, λ = 330° (12:31)
  - ostatnia kwadra Księżyca (20:33)
  - apogeum Księżyca, 404 382,7 km od Ziemi (22:12)
- 20 lutego:
  - opozycja planetoidy (15) Eunomia, 1,85 au od Ziemi (12:20)
  - opozycja planetoidy (14) Irene, 1,24 au od Ziemi (21:42)
- 21 lutego:
  - koniunkcja Księżyca, 2,9°N z Saturnem (0:36)
  - maksymalna deklinacja Księżyca, δ = –18°51′ (21:53)
- 22 lutego – opozycja planetoidy (9) Metis, 1,31 au od Ziemi (3:59)
- 26 lutego:
  - koniunkcja Księżyca 5,8°N z Merkurym (1:35)
  - Księżyc w węźle zstępującym, λ = 333°10′ (7:28)
  - obrączkowe zaćmienie Słońca (Saros 140), Ameryka Płd., Atlantyk płd., Afryka płd. w Polsce niewidoczne (maksimum 15:53). Cienka nitka zaćmienia obrączkowego przeszła na południe od równika. Zaćmienie rozpoczęło się w odległym południowo-wschodnim zakątku Oceanu Spokojnego przy brzegach południowego Chile. Wędrując dalej cień wylądował w Chile i przeszedł przez południową Argentynę. Po przebyciu Atlantyku wkroczył na zachodni brzeg Afryki w Angoli. Pas zaćmienia opuścił Ziemię tuż przed Lubumbashi w Demokratycznej Republice Konga[89].
  - nów Księżyca (15:58)
- 27 lutego – bliska koniunkcja Marsa 34′S z Uranem (1:19)

### Marzec
źródło
Słońce przetnie równik niebieski, rozpoczynając 20 marca o godzinie 11:28 wiosnę. Na początku miesiąca wschód Słońca następuje o 6:22, a zachód o 17:16. W ostatni dzień Słońce wschodzi o 6:13 i zachodzi o 19:09. Wysokość Słońca nad horyzontem rośnie od 30,3° do 42,1°. 26 marca wskazówki zegara przesuwamy z godziny drugiej na trzecią.
- 1 marca:
  - koniunkcja Księżyca 9,8°S z Wenus (3:54)
  - koniunkcja Księżyca 3,4°S z Uranem (19:27)
  - koniunkcja Księżyca 4,1°S z Marsem (22:47)
- 2 marca – Neptun w koniunkcji ze Słońcem (30,9415 au) (3:43)
- 3 marca:
  - perygeum Księżyca, 369 061,2 km od Ziemi (8:39)
  - opozycja planetoidy (29) Amphitrite, 1,60 au od Ziemi (18:02)
- 4 marca:
  - Wenus rozpoczyna ruch wsteczny w długości ekliptycznej (9:35)
  - zakrycie 3,7m γ Tauri przez Księżyc (22:02 do 22:52)
- 5 marca – pierwsza kwadra Księżyca (12:32)
- 7 marca:
  - maksymalna deklinacja Księżyca, δ = +18°52′ (1:49)
  - koniunkcja górna Merkurego ze Słońcem (1,7°S) (5:46)
- 11 marca – Księżyc w węźle wstępującym, λ =153°09′ (5:17)
- 12 marca:
  - Słońce wkracza do gwiazdozbioru Ryb; λ = 351,7° (7:47)
  - pełnia Księżyca (15:54)
- 14 marca – koniunkcja Księżyca 2,3°N z Jowiszem (22:51)
- 18 marca – apogeum Księżyca, 404 651,9 km od Ziemi (18:24)
- 20 marca:
  - Słońce wstępuje w znak Barana; λ = 0°; początek astronomicznej wiosny (11:29)
  - koniunkcja Księżyca 3,4°N z Saturnem (11:37)
  - ostatnia kwadra Księżyca (16:58)
  - 21 marca – maksymalna deklinacja Księżyca, δ = -18°55′ (6:24)
- 25 marca:
  - koniunkcja dolna Wenus ze Słońcem 8,3°N (11:17)
  - Księżyc w węźle zstępującym, λ = 332°53′ (16:41)
- 26 marca:
  - zmiana czasu ze środkowoeuropejskiego (CET) na czas wschodnioeuropejski letni (CEST) (2:00 na 3:00)
  - bardzo bliska koniunkcja Księżyca 0,3′S z Neptunem (10:22)
  - koniunkcja Merkurego 2,1°N z Uranem (17:05)
- 27 marca – koniunkcja Księżyca 1,7°S z Wenus (21:58)
- 28 marca – nów Księżyca (4:57)
- 29 marca:
  - koniunkcja Księżyca 3,4°S z Uranem (7:14)
  - koniunkcja Księżyca 6,3°S z Merkurym (13:32)
- 30 marca:
  - perygeum Księżyca, 363 856,0 km od Ziemi (14:34)
  - koniunkcja Księżyca 5,3°S z Marsem.

### Kwiecień
źródło
Na początku miesiąca Słońce wschodzi o 6:11 i zachodzi o godzinie 19:10. Pod koniec miesiąca godziny te przesuwają się do 5:08 i 20:00. Maksymalna wysokość Słońca nad horyzontem rośnie od 42,5° do 52,7°.
- 1 kwietnia – maksymalna elongacja Merkurego, 19,0°E od Słońca (12:17)
- 3 kwietnia:
  - maksymalna deklinacja Księżyca, δ = +18°59′ (8:14)
  - pierwsza kwadra Księżyca (20:40)
- 6 kwietnia – Saturn rozpoczyna ruch wsteczny w długości ekliptycznej (6:55)
- 7 kwietnia:
  - Księżyc w węźle wstępującym, λ = 152°25′ (11:14)
  - Jowisz w opozycji do Słońca, 4,455 au od Ziemi (23:38)
- 10 kwietnia – Merkury rozpoczyna ruch wsteczny w długości ekliptycznej (0:50)
- 11 kwietnia:
  - koniunkcja Księżyca, 2,1°N z Jowiszem (0:57)
  - pełnia Księżyca (8:08)
- 14 kwietnia:
  - zakrycie 3,9m γ Libris przez Księżyc (2:07 do 3:18)
  - Uran w koniunkcji ze Słońcem (7:29)
- 15 kwietnia:
  - Wenus powraca do ruchu prostego w długości ekliptycznej (11:52)
  - apogeum Księżyca, 404 382,7 km od Ziemi (12:05)
- 16 kwietnia – koniunkcja Księżyca 3,2°N z Saturnem (20:25)
- 17 kwietnia – maksymalna deklinacja Księżyca, δ = -19°06′ (15:16)
- 18 kwietnia – Słońce wkracza do gwiazdozbioru Wodnika; λ = 28,7° (20:55)
- 19 kwietnia:
  - opozycja planetoidy (12) Victoria, 1,28 au od Ziemi (4:46)
  - ostatnia kwadra Księżyca (11:57)
  - Słońce wstępuje w znak Byka; λ = 30° (23:27)
  - 22 kwietnia:Księżyc w węźle zstępującym, λ = 331°18′ (0:30)
  - maksimum aktywności roju meteorów Lirydy (około 14:00)
  - bliska koniunkcja Księżyca 11′S z Neptunem (21:56)
- 23 kwietnia:
  - maksimum aktywności roju meteorów pi Puppidy (około 17:00)
  - koniunkcja Księżyca 4,9°S z Wenus (23:34)
- 25 kwietnia:
  - koniunkcja Księżyca 3,5°S z Uranem (20:03)
  - koniunkcja Księżyca 4,3°S z Merkurym (22:29)
- 26 kwietnia
  - pierwszy przelot sondy kosmicznej (Cassini-Huygens) między Saturnem a jego pierścieniami
  - nów Księżyca (13:19)
- 27 kwietnia – perygeum Księżyca, 368822,0 km od Ziemi (18:17)
- 28 kwietnia:
  - koniunkcja Księżyca 5,7°S z Marsem (11:15)
  - zakrycie 0,9m Aldebarana przez Księżyc (20:22 do 21:04)
- 30 kwietnia – maksymalna deklinacja Księżyca, δ = +19°11′ (15:34)

### Maj
Na początku miesiąca dzień trwa od 5:06 do 20:02, a pod koniec miesiąca od 4;23 do 20:46. Maksymalna wysokość Słońca nad horyzontem rośnie z 53,0° do 59,6°. Pomiędzy 19 kwietnia a 28 maja przypada okres aktywności Eta Akwarydów. Bardzo szybkie meteory z długimi śladami związane są z kometą Halleya. W nocy z 5 na 6 maja, pod koniec we wschodniej stronie nieba możemy zaobserwować do około 60 przelotów w ciągu godziny, pozornie wybiegających z północnych rejonów gwiazdozbioru Wodnika.
Jak co roku żegnamy w tym miesiącu noc astronomiczną (okres w którym Słońce jest schowane co najmniej 18 stopni pod horyzontem). Od 17 maja do 25 lipca niebo nie będzie całkiem ciemne nawet w środku nocy.
źródło
- 3 maja:
  - pierwsza kwadra Księżyca (4:47)
  - Merkury powraca do ruchu wstecznego w długości ekliptycznej (18:05)
- 4 maja – Księżyc w węźle wstępującym, λ = 150°16′ (12:42)
- 6 maja – maksimum roju meteorów eta Akwarydy (około 4:00)
- 8 maja – koniunkcja Księżyca 2°00′N z Jowiszem (01:00)
- 10 maja:
  - koniunkcja Merkurego 2,4°S em (7:19)
  - pełnia Księżyca (23:43)
- 12 maja – apogeum Księżyca 406 216,5 km od Ziemi (21:51)
- 14 maja:
  - koniunkcja Księżyca 3°04′N z Saturnem (00:55)
  - Słońce wkracza do gwiazdozbioru Byka; λ = 53,4° (8:21)
  - maksymalna deklinacja Księżyca, β = -19°18′ (22:36)
- 18 maja – Merkury w maksymalnej elongacji zachodniej 25°47′W od Słońca (01:23)
- 19 maja:
  - ostatnia kwadra Księżyca (02:33)
  - Księżyc w węźle zstępującym, λ = 328°30′ (3:30)
- 20 maja:
  - bliska koniunkcja Księżyca 27′S z Neptunem (7:50)
  - Słońce wchodzi w znak Bliźniąt 60° (22:31)
- 22 maja – koniunkcja Księżyca 2°15′S z Wenus (16:08)
- 23 maja – koniunkcja Księżyca z 3,7°S z Uranem (8:58)
- 24 maja – koniunkcja Księżyca z 1,5°S z Merkurym (4:12)
- 25 maja – nów Księżyca (21:45)
- 26 maja – perygeum Księżyca 357 213,3 km od Ziemi (12:52)
- 27 maja – koniunkcja Księżyca 5,3°S z Marsem (4:20)
- 28 maja – maksymalna deklinacja Księżyca, β = 19°22′ (1:37)
- 31 maja – Księżyc w węźle wstępującym, λ = 147°21′ (13:56)

### Czerwiec
Początek lata 21 czerwca. Tego dnia w Warszawie o godzinie 12:38 Słońce wzniesie się na maksymalną wysokość 61,2°. Od tego dnia kolejne dni będą krótsze. 21 czerwca dzień trwa od 4:15 do 21:01, a 30 czerwca od 4:19 do 21:01 (zaledwie o cztery minuty krócej). Kolo 16 czerwca możemy obserwować maksimum roju Lirydów, wybiegających z gwiazdozbioru Lutni. Pod koniec miesiąca, maksimum roju 28 czerwca, możemy oglądać czerwcowe Bootydy wybiegające z Wolarza.
źródło
- 1 czerwca – pierwsza kwadra Księżyca (14:42)
- 3 czerwca:
  - koniunkcja Wenus 1,7°S z Uranem (3:31)
  - Wenus w maksymalnej elongacji zachodniej 45°52′ (14:29)
- 4 czerwca – koniunkcja Księżyca 2°11′N z Jowiszem (03:43)
- 5 czerwca – zakrycie 4,7m 47 Virginis przez Księżyc (0:32 do 1:03)
- 9 czerwca:
  - apogeum Księżyca, 406 407,8 km od Ziemi (00:21)
  - pełnia Księżyca (15:10)
  - Jowisz powraca do ruchu wstecznego w długości ekliptycznej
- 10 czerwca – koniunkcja Księżyca 3°04′N z Saturnem (03:18)
- 11 czerwca maksymalna deklinacja Księżyca, δ = -19°26′ (5:40)
- 15 czerwca:
  - Księżyc w węźle zstępującym, λ = 325°47′ (4:40)
  - Saturn w opozycji do Słońca, 9,043 au od Ziemi (12:17)
- 16 czerwca:
  - Neptun rozpoczyna ruch wsteczny w długości ekliptycznej (12:35)
  - bliska koniunkcja Księżyca 42′S z Neptunem (15:10)
- 17 czerwca:
  - ostatnia kwadra Księżyca (13:33)
  - opozycja planetoidy (6) Hebe, 1,54 au od ziemi (19:20)
- 21 czerwca:
  - koniunkcja Księżyca 2°17′ z Wenus (00:24)
  - Słońce wstępuje w znak Raka; λ = 90° (06:24), początek astronomicznego lata
  - koniunkcja górna Merkurego ze Słońcem 1,1°N (13:54)
  - Słońce wkracza do gwiazdozbioru Bliźniąt; λ = 90,1° (15:52)
- 22 czerwca – zakrycie Aldebarana przez Księżyc (18:00)
- 23 czerwca – perygeum Księżyca, 357 942,9 km od Ziemi (12:52)
- 24 czerwca:
  - nów Księżyca (04:31)
  - koniunkcja Księżyca 5,3°S z Merkurym (10:12)
  - maksymalna deklinacja Księżyca, δ = +19°26′ (13:09)
  - koniunkcja Księżyca 4,4°S z Marsem (21:08)
- 27 czerwca:
  - maksimum aktywności roju meteorów czerwcowych Bootydów (około 11:00)
  - Księżyc w węźle wstępującym, λ = 145°09′ (18:27)
- 28 czerwca – bliska koniunkcja Merkurego z Marsem (21:50)
- 30 czerwca – opozycja planetoidy (10) Hygiea 1,83 au od Ziemi (13;51)

### Lipiec
Na początku miesiąca Słońce wschodzi o 4:19 i zachodzi o 21:01. Natomiast pod koniec miesiąca świeci od 4:56 do 20:29. Maksymalna wysokość Słońca nad horyzontem wynosi na początku miesiąca 60,8°, by z końcem miesiąca zmaleć do 55,9 stopnia. Odległość od Słońca jest większa o ponad 5 milionów kilometrów niż w styczniu. Najobfitszy rój meteorów, południowe delta Akwrydy, najlepiej widoczny pod koniec miesiąca.
źródło
- 1 lipca:
  - pierwsza kwadra Księżyca (02:51)
  - koniunkcja Księżyca 2°34′N z Jowiszem (11:31)
- 2 lipca – opozycja planetoidy (3) Juno, 2,10 au od Ziemi (4:03)
- 3 lipca – Ziemia w aphelium 1,01667561 au (152,093 mln km od Słońca) (22:10)
- 6 lipca – apogeum Księżyca 405 940,6 km od Ziemi (06:28)
- 7 lipca – koniunkcja Księżyca 3°14′N z Saturnem (05:33)
- 8 lipca – maksymalna deklinacja Księżyca, δ = –19°26′ (12:49)
- 9 lipca – pełnia Księżyca (06:07)
- 12 lipca – Księżyc w węźle zstępującym, λ = 324°14′ (7:17)
- 13 lipca – bliska koniunkcja Księżyca 50′S z Neptunem (20:26)
- 16 lipca – ostatnia kwadra Księżyca (21:26)
- 17 lipca – koniunkcja Księżyca 4,1°S z Uranem (4:18)
- 20 lipca:
  - koniunkcja Księżyca 2°43′S z Wenus (13:38)
  - Słońce wkracza do gwiazdozbioru Raka; λ = 118,0° (20:40)
- 21 lipca – perygeum Księżyca 361 242,3 km od Ziemi (19:12)
- 22 lipca – Słońce wstępuje w znak Lwa 120° (17:15)
- 23 lipca:
  - nów Księżyca (11:46)
  - koniunkcja Księżyca w nowiu 3,1°N z Marsem (13:41)
- 25 lipca:
  - Księżyc w węźle wstępującym, λ = 144°02′ (2:47)
  - zakrycie brzegowe Merkurego 0°51′ (11:21)
- 27 lipca – koniunkcja górna Marsa ze Słońcem 2,6554 au (1,1°N) (02:57)
- 29 lipca – koniunkcja Księżyca 2°28′ z Jowiszem (00:34)
- 30 lipca:
  - maksimum roju meteorów południowe delta Akwarydy (–)
  - Merkury w maksymalnej elongacji wschodniej 27°12′E od Słońca (06:38)
  - pierwsza kwadra Księżyca (17:23)

### Sierpień
Dzień na początku miesiąca trwa od 4:57 do 20:27, a pod koniec miesiąca zaczyna się o 5:46 i kończy o 19:26. Maksymalna wysokość Słońca nad horyzontem zmniejsza się z 55,7° do 46,3°.
źródło
- 2 sierpnia – apogeum Księżyca 405 031,7 km od Ziemi (19:55)
- 3 sierpnia:
  - Uran rozpoczyna ruch wsteczny w długości ekliptycznej (7:20)
  - koniunkcja Księżyca 3°26′n z Saturnem (9:36)
- 4 sierpnia – maksymalna deklinacja Księżyca, δ = –19°24′ (20:15)
- 7 sierpnia:
  - pełnia Księżyca (20:11)
  - częściowe zaćmienie Księżyca 0,252 – widoczne w Polsce przy wschodzie Księżyca (max. 20:20)
- 8 sierpnia – Księżyc w węźle zstępującym, λ = 323°56′ (12:55)
- 10 sierpnia:
  - bliska koniunkcja Księżyca 49′S z Neptunem (1:13)
  - Słońce wkracza do gwiazdozbioru Lwa; λ = 138,0°
  - opozycja planetoidy (25) Phocaea, 0,92 au od Ziemi (23:44)
- 12 sierpnia/13 sierpnia – maksimum roju Perseidy (–)
- 13 sierpnia:
  - Merkury rozpoczyna ruch wsteczny w długości ekliptycznej (2:35)
  - koniunkcja Księżyca 4,2°S z Uranem (10:00)
- 15 sierpnia – ostatnia kwadra Księżyca (3:15)
- 16 sierpnia – dzienne zakrycie Aldebarana przez Księżyc (9:11 do 10:06)
- 18 sierpnia:
  - maksymalna deklinacja Księżyca, δ = +19°23′ (8:50)
  - perygeum Księżyca 366 127,4 km od Ziemi (15:19)
- 19 sierpnia – koniunkcja Księżyca 2°15′S z Wenus (6:04)
- 21 sierpnia:
  - całkowite zaćmienie Słońca (Saros 145) 1,031, Pacyfik płn., Ameryka Płn., Atlantyk śr. – niewidoczne w Polsce. Zaćmienie należy do tego samego Sarosu, co zaćmienie z 11 sierpnia 1999 roku biegnące przez niemal całą Europę. Tym razem przesunięty na zachód pas zaćmienia przetnie Stany Zjednoczone. Cień padnie po raz pierwszy na Ziemię nie na lądzie, lecz na północnym Pacyfiku, w połowie drogi między Aleutami i Hawajami[89].
  - koniunkcja Księżyca 1°31′S z Marsem (5:54)
  - Księżyc w węźle wstępującym, λ = 143°59′ (12:34)
  - nów Księżyca (20:30)
- 22 sierpnia – koniunkcja Księżyca 5,9°N z Merkurym (11:40)
- 23 sierpnia – Słońce wstępuje w znak Panny; λ = 150° (00:20)
- 25 sierpnia:
  - Saturn rozpoczyna ruch wsteczny w długości ekliptycznej (13:50)
  - koniunkcja Księżyca 3°18′N z Jowiszem (17:30)
- 27 sierpnia – koniunkcja dolna Merkurego ze Słońcem 4,2°S (3:55)
- 29 sierpnia – pierwsza kwadra Księżyca (10:13)
- 30 sierpnia:
  - apogeum Księżyca 404 315,1 km od Ziemi (13:25)
  - koniunkcja Księżyca 3°32′ z Saturnem (16:31)

### Wrzesień
Na początku miesiąca Słońce wschodzi o 5:48 i zachodzi o 19:23, a pod koniec miesiąca wschodzi o 6:36 i zachodzi o 18:16. Maksymalna wysokość Słońca nad horyzontem maleje z 45,9° do 34,8°.
źródło
- 1 września – maksymalna deklinacja Księżyca, δ = −19°24′ (4:03)
- 3 września – koniunkcja Merkurego 3°25′S z Marsem (11:37)
- 4 września – Księżyc w węźle zstępującym, λ = −323°59′ (20:40)
- 5 września:
  - opozycja Neptuna 7,8m, 28,939 au od Ziemi (7:27)
  - Merkury powraca do ruchu prostego w długości ekliptycznej (13:05)
- 6 września:
  - bliska koniunkcja Księżyca 44′S z Neptunem (7:06)
  - pełnia Księżyca (09:03)
- 9 września – koniunkcja Księżyca 4,1°S z Uranem (14:54)
- 12 września – Merkury w maksymalnej elongacji zachodniej 17°56′W (12:16)
- 13 września:
  - ostatnia kwadra Księżyca (8:25)
  - perygeum Księżyca 369 865,7 km od Ziemi (18:06)
- 14 września – maksymalna deklinacja księżyca, δ = +19°26′ (15:02)
- 15 września – sonda kosmiczna Cassini-Huygens uległa zniszczeniu po wejściu w atmosferę Saturna
- 16 września:
  - Słońce wkracza do gwiazdozbioru Panny, λ =173,9° (20:56)
  - bardzo bliska koniunkcja Merkurego 0°03°N z Marsem (21:01)
- 17 września – Księżyc w węźle wstępującym, λ = 143°47 (20:29)
- 18 września:
  - bliska koniunkcja Księżyca 0°32′S z Wenus (02:33)
  - bardzo bliska koniunkcja Księżyca 0°08′N z Marsem (21:47)
- 19 września – bardzo bliska koniunkcja Księżyca 0°02′S z Merkurym (01:19)
- 20 września – nów Księżyca (7:30)
- 22 września:
  - koniunkcja Księżyca 3°32′N z Jowiszem (12:26)
  - Słońce wstępuje w znak Wagi, λ = 180° (22:02) – początek astronomicznej jesieni
- 27 września:
  - koniunkcja Księżyca 3°28′N z Saturnem (2:15)
  - apogeum Księżyca 404354,2 km od Ziemi (8:50)
- 28 września:
  - pierwsza kwadra Księżyca (4:54)
  - maksymalna deklinacja Księżyca, δ = −19°38′ (12:07)

### Październik
źródło
- 2 października – Księżyc w węźle zstępującym,λ = 323°10′ (4:04)
- 3 października – bliska koniunkcja Księżyca 43′S z Neptunem (14:44)
- 5 października:
  - Ziemia w średniej odległości od Słońca, 1,000 au (5:08)
  - bliska koniunkcja Wenus 0°12′N z Marsem (18:52)
  - pełnia Księżyca (20:40)
- 6 października – koniunkcja Księżyca 4,0°S z Uranem (20:58)
- 9 października:
  - koniunkcja górna Merkurego ze Słońcem (1,1°N) (3:27)
  - maksimum roju Drakonidy (4:30)
  - perygeum Księżyca 366 861,3 km od Ziemi (7:55)
- 11 października – maksymalna deklinacja Księżyca, δ = +19°37′ (20:23)
- 12 października –ostatnia kwadra Księżyca (14:25)
- 15 października – Księżyc w węźle wstępującym, λ = 142°21′ (0:11)
- 17 października – koniunkcja Księżyca 1°42′N z Marsem (13:26)
- 18 października:
  - koniunkcja Księżyca 1°52′N z Wenus (3:56)
  - bliska koniunkcja Merkurego 0°56′S z Jowiszem (10:53)
- 19 października:
  - opozycja Urana do Słońca, 18,915 au od Ziemi (19:34)
  - nów Księżyca (21:12)
- 20 października:
  - koniunkcja Księżyca 3,7°N z Jowiszem (7:40)
  - koniunkcja Księżyca 5,0°N z Merkurym (13:22)
- 21 października – maksimum roju Orionidy (–)
- 23 października – Słońce wstępuje w znak Skorpiona, λ = 210° (7:27)
- 24 października – koniunkcja Księżyca 3°15′N z Saturnem (13:54)
- 25 października:
  - apogeum Księżyca 405 160,9 km od Ziemi (4:26)
  - maksymalna deklinacja Księżyca, δ = −19°44′ (20:14)
- 26 października – koniunkcja górna Jowisza ze Słońcem 6,435 au (20:09)
- 28 października:
  - pierwsza kwadra Księżyca (00:22)
  - opozycja planetoidy (2) Pallas, 1,70 au od Ziemi (14:50)
- 29 października:
  - zmiana czasu środkowoeuropejskiego letniego (CEST) na czas środkowoeuropejski (CET) (z godziny 03:00 na godzinę 02:00)
  - Księżyc w węźle zstępującym, λ = 320°50′ (7:41)
- 30 października – bliska koniunkcja księżyca 50′S z Neptunem (22:31)
- 31 października:
  - Słońce wkracza do gwiazdozbioru Wagi, λ = 217,0° (8:01)
  - opozycja planetoidy (7) Iris, 0,85 au od Ziemi (19:06)

### Listopad
źródło
- 3 listopada:
  - koniunkcja Księżyca 4,0°S z Uranem (4:02)
  - opozycja planetoidy (44) Nysa, 1,3 au od Ziemi (–)
- 4 listopada – pełnia Księżyca (06:23)
- 6 listopada:
  - perygeum Księżyca 361 444,0 km od Ziemi (01:10)
  - zakrycie Aldebarana (α Tau) przez Księżyc (4:01 do 4:46)
- 8 listopada – maksymalna deklinacja Księżyca, δ = +19°50′ (2:28)
- 10 listopada:
  - ostatnia kwadra Księżyca (21:37)
  - Księżyc w węźle wstępującym, λ = 139°34′
- 12 listopada – maksymalna aktywność roju meteorów Północnych Taurydów (–)
- 13 listopada – bliska koniunkcja Wenus 0°16′N z Jowiszem (9:15)
- 15 listopada – koniunkcja Księżyca 4,0°S z Marsem (4:08)
- 17 listopada:
  - koniunkcja Księżyca 4,0°S z Jowiszem (1:01)
  - koniunkcja Księżyca 4,0°S z Wenus (9:16)
  - maksimum aktywności roju meteorów Leonidów (~17:30)
- 18 listopada – nów Księżyca (12:42)
- 20 listopada – koniunkcja Księżyca 4,0°S z Merkurym (11:36)
- 21 listopada:
  - koniunkcja Księżyca 4,0°S z Saturnem (1:26)
  - apogeum Księżyca 406 138,2 km od Ziemi (19:53)
- 22 listopada:
  - maksymalna deklinacja Księżyca, δ = -19°57′
  - Słońce wstępuje w znak Strzelca; λ = 240° (4:05)
  - Neptun powraca do ruchu wstecznego w długości ekliptycznej (14:20)
- 23 listopada – Słońce wkracza do gwiazdozbioru Skorpiona; λ = 241,0° (10:39)
- 24 listopada – Merkury w maksymalnej elongacji wschodniej 21°59′ (1:26)
- 25 listopada – Księżyc w węźle zstępującym, λ = 317°43′ (9:22)
- 26 listopada – pierwsza kwadra Księżyca (18:03)
- 27 listopada – koniunkcja Księżyca 4,0°S z Neptunem (7:08)
- 28 listopada – koniunkcja Merkurego 3°01′S z Saturnem (7:58)
- 29 listopada – Słońce wkracza do gwiazdozbioru Wężownika; λ = 344,8° (22:59)
- 30 listopada – koniunkcja Księżyca 4,0°S z Uranem (13:15)

### Grudzień
źródło
- 1 grudnia – opozycja planetoidy (349) Dembowska, 1,9 au od Ziemi (–)
- 3 grudnia:
  - pełnia Księżyca (tzw. Superpełnia) (6:47)
  - Merkury rozpoczyna ruch wsteczny w długości ekliptycznej (8:10)
- 4 grudnia – perygeum Księżyca 357 498,0 km od Ziemi (9:46)
- 5 grudnia – maksymalna deklinacja Księżyca, δ = +20°01′ (12:42)
- 6 grudnia – koniunkcja Merkurego 1°20′S z Saturnem (13:05)
- 8 grudnia:
  - Księżyc w węźle wstępującym, λ = 136°38′ (1:39)
  - zakrycie Regulusa (α Leo) przez Księżyc (22:25 do 23:12)
- 10 grudnia – ostatnia kwadra Księżyca (8:51)
- 13 grudnia:
  - koniunkcja dolna Merkurego (00:42)
  - koniunkcja Księżyca 3°57′S z Marsem (20:22)
- 14 grudnia:
  - maksimum roju meteorów Geminidy (~7:30)
  - koniunkcja Księżyca 4,0°S z Jowiszem (17:57)
- 15 grudnia – koniunkcja Merkurego 2°12′S z Wenus (15:08)
- 17 grudnia:
  - opozycja planetoidy (20) Massalia, 1,1 au od Ziemi (–)
  - koniunkcja Księżyca 4,0°S z Merkurym (9:56)
  - koniunkcja Księżyca 4,0°S z Wenus (19:33)
- 18 grudnia:
  - Słońce wkracza do gwiazdozbioru Strzelca; λ = 266,2°
  - nów Księżyca (7:30)
  - koniunkcja Księżyca 4,0° z Saturnem (14:09)
- 19 grudnia:
  - apogeum Księżyca 406 609,4 km od Ziemi (2:26)
  - maksymalna deklinacja Księżyca, δ = -20°04′ (10;32)
- 21 grudnia:
  - Słońce wstępuje w znak Koziorożca; λ = 270° – początek astronomicznej zimy (17:28)
  - koniunkcja górna Saturna ze Słońcem (0,9°N), 11,0482 au (22:08)
- 22 grudnia:
  - Księżyc w węźle zstępującym, λ = 315°24′ (11:05)
  - maksimum aktywności roju meteorów Ursydy (~16:00)
  - opozycja planetoidy (31) Euphrosyne, 1,6 au od Ziemi (–)
- 23 grudnia – Merkury powraca do ruchu wstecznego w długości ekliptycznej (2:25)
- 24 grudnia – koniunkcja Księżyca 4,0°S z Neptunem (14:42)
- 25 grudnia – bliska koniunkcja Wenus 1,1°S z Saturnem (18:54)
- 26 grudnia – pierwsza kwadra Księżyca (10:20)
- 27 grudnia – koniunkcja Księżyca 4,0°S z Uranem (21:56)
- 31 grudnia – zakrycie Aldebarana (α Tau) przez Księżyc (2:22 do 3:11)

## Urodzili się
- 31 sierpnia – Gabriel Bernadotte, szwedzki książę

## Nagrody Nobla
- z medycyny i fizjologii – Jeffrey Hall, Michael Rosbash, Michael W. Young
- z fizyki – Rainer Weiss, Barry Barish, Kip Thorne
- z chemii – Jacques Dubochet, Joachim Frank, Richard Henderson
- z literatury – Kazuo Ishiguro
- pokojowa – Międzynarodowa Kampania na rzecz Zniesienia Broni Nuklearnej
- z ekonomii – Richard Thaler

## Święta ruchome
- Tłusty czwartek: 23 lutego
- Ostatki: 28 lutego
- Popielec: 1 marca
- Niedziela Palmowa: 9 kwietnia
- Pamiątka śmierci Jezusa Chrystusa: 11 kwietnia
- Wielki Czwartek: 13 kwietnia
- Wielki Piątek: 14 kwietnia
- Wielka Sobota: 15 kwietnia
- Wielkanoc: 16 kwietnia
- Poniedziałek Wielkanocny: 17 kwietnia
- Wniebowstąpienie Pańskie: 25 maja
- Zesłanie Ducha Świętego: 4 czerwca
- Boże Ciało: 15 czerwca